# Международные отношения (1814—1919)

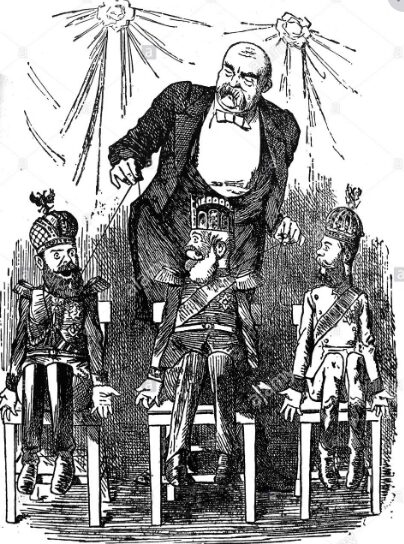
Бисмарк манипулирует тремя императорами — Александром III в России, Вильгельмом I в Германии и Францем Иосифом в Австро-Венгрии — как марионетками чревовещателя; Джон Тенниел 1884 ПУНЧ

Международные отношения (1814—1919) — мировая дипломатия и, в более общем смысле, международные отношения великих держав с 1814 по 1919 год, период от окончания Наполеоновских войн и Венского конгресса (1814—1815) до окончания Первой мировой войны и Парижской мирной конференции (1919—1920).
За этот период произошла быстрая индустриализация и выросла мощь Великобритании, США, Франции, Пруссии / Германии, а позже Италии и Японии. Усилилась империалистическая и колониалистическая конкуренция (наиболее известна борьба за Африку в 1880-х и 1890-х годах). Великобритания создала неформальную экономическую сеть, которая в сочетании с её колониями и Королевским флотом сделала её страной-гегемоном, пока её власти не бросила вызов объединённая Германия.
Это был, в основном, мирный период, без войн между великими державами, за исключением периода 1853—1871 годов, и некоторых войн между Россией и Османской империей (Русско-турецкая война (1877—1878). После 1900 года в Балканском регионе произошла серия войн, вышедших из-под контроля и переросших в чрезвычайно разрушительную Первую мировую войну (1914—1918).
В 1814 году насчитывалось пять великих держав: Франция, Великобритания, Россия, Австрия (в 1867—1918 годах — Австро-Венгрия) и Пруссия (в 1871—1918 годах — Германская империя). Италия была добавлена к этой группе после её объединения в 1860 году («Рисорджименто»); к 1905 году к великим державам присоединились два быстрорастущих неевропейских государства — Япония и США.
Румыния, Болгария, Сербия и Черногория первоначально действовали как автономные вассалы, поскольку до 1908—1912 годов они юридически всё ещё были частью приходящей в упадок Османской империи, прежде чем обрели независимость.
В 1914 году, накануне Первой мировой войны, в Европе существовало два основных блока:
- Антанта (Франция, Великобритания, Россия)
- Тройственный союз (Германия, Австро-Венгрия, Италия).

Италия перешла в Антанту в 1915 году, Османская империя и Болгария присоединились к Центральным державам. Нейтралитет был политикой Бельгии, Нидерландов, Люксембурга, Дании, Швеции, Норвегии, Греции, Португалии, Испании и Швейцарии.
В Первой мировой войне Германия, Австро-Венгрия, Османская империя и Болгария потерпели поражение. Германия потеряла статус великой державы. Была создана Лига Наций, в которой постоянные места получили победители Великобритания, Франция, Италия и Япония. Соединённые Штаты Америки не присоединились к Лиге.
Предыдущим периодом был период международных отношений (1648—1814).
Следующим периодом был период международных отношений (1919—1939).

## 1814—1830: Реставрация и реакция

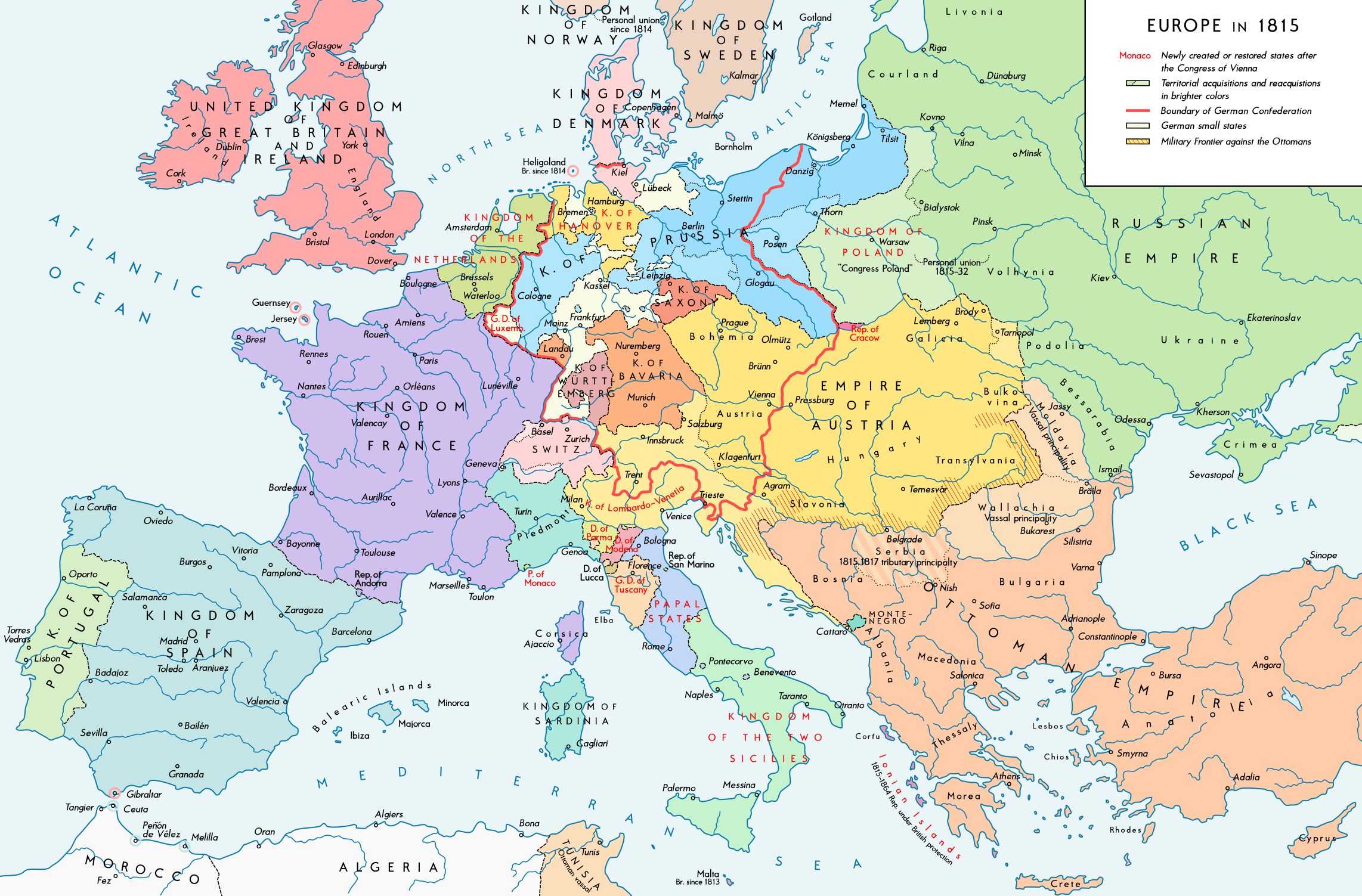
Политическая карта Европы по итогам Венского конгресса. 1815 год

Власть Наполеона I начала рушиться в 1814 году. Великобритания, Пруссия, Россия и Австрия, противостоявшие Французской империи в наполеоновских войнах, распланировали послевоенный мир в Шомонском трактате (1814). Было решено:
- создать Германский союз, включающий Австрию и Пруссию (плюс чешские земли)
- разделить французские протектораты и аннексии на независимые государства
- восстановить королей Бурбонов
- расширить Нидерланды за счёт территории, ставшей в 1830 году современной Бельгией.

Решения Шомонского трактата стали краеугольным камнем системы Европейского концерта, который сформировал баланс сил на следующие два десятилетия.
Одной из целей дипломатии на протяжении всего периода было достижение баланса сил, без доминирования. При получении какой-либо державой преимущества от победы в войне и приобретения новой территории — её соперники могли требовать «компенсации», даже если они изначально не участвовали в войне. Например, в 1866 году Пруссия и поддерживающие её северогерманские государства разгромили Австрию и её южногерманских союзников, но Франция потребовала компенсации, чтобы уравновесить прусские достижения.

### Венский конгресс (1814—1815)
Венский конгресс (1814—1815) положил конец наполеоновским войнам и попытался восстановить свергнутые Наполеоном монархии, положив начало эпохе реакции. Под руководством премьер-министра Австрии Клеменса фон Меттерниха и министра иностранных дел Великобритании лорда Каслри был создан Европейский концерт. Основные европейские державы — Великобритания, Россия, Пруссия, Австрия и (после 1818 года) Франция регулярно встречались для разрешения разногласий. Это был предшественник Лиги Наций и Организации Объединённых Наций.
В 1818 году британцы решили не вмешиваться в континентальные проблемы, которые их напрямую не затрагивали. На смену общим целям великих держав пришло растущее политическое и экономическое соперничество. Веронский конгресс 1822 года «ознаменовал конец», многие историки считают, что Венский концерт рухнул к 1823 году, другие — что он сохранялся на протяжении большей части XIX века. Историк Ричард Лангхорн считает, что «Концерт» был действенным до образования Германии в 1871 году.
«Концерт» имел более слабое, но заметное влияние на международную политику даже после начала Первой мировой войны.
Состоялись три крупных европейских конгресса:
- в Вене (разрешение польско-саксонского кризиса)
- в Лайбахе (Любляна) (решился вопрос о помощи Греции)
- в Ахене (положил конец военной оккупации Франции и уменьшил сумму французских репараций).

Александр I предложил сформировать совершенно новый союз, с международной армией, ядром которой должна была быть Российская императорская армия. Целью нового крайне реакционного союза должно было стать подавление народных восстаний по всей Европе, но Великобритания отказалась участвовать, поэтому от этой идеи отказались.
Во время великих революционных потрясений 1848—1849 годов были заявлены требования пересмотра границ по национальному признаку. Конгресс не созывался, а консервативные монархии сформировали номинальный Священный союз. Этот союз распался в 1850-х годах из-за кризиса в Османской империи, получившего название «Восточный вопрос».
Хотя Конгрессы перестали приносить пользу, но до 1860-х годов территориальные границы, установленные Венским конгрессом, сохранялись.

### Британская политика (1814—1830)
Британскую внешнюю политику определял Джордж Каннинг (1822—1827), Великобритания опиралась на Королевский флот, растущее финансовое богатство и промышленную мощь. Внешняя политика строилась на принципе баланса сил, согласно которому ни одно государство не должно было доминировать на континенте, согласно этой политике Великобритания:
- поддержала Османскую империю как оплот против российского экспансионизма
- выступала против интервенций, направленных на подавление либеральной демократии, в то время, как Франция и Испания планировали подавить движение за независимость, происходящее в Латинской Америке
- сотрудничала с Соединёнными Штатами Америки в провозглашении доктрины Монро, призванной сохранить новые независимые государства Латинской Америки
- ставила цель предотвратить доминирование Франции
- предоставляла британским купцам доступ на открывающиеся рынки

### Отмена международной работорговли
Отмена международной работорговли было важнейшим либеральным достижением, которое началось с принятия соответствующего законодательства в Великобритании и Соединённых Штатах Америки в 1807 году. Результатом стала Блокада Африки и сокращение объёма работорговли из Африки в Новый Свет более чем на 95 %. Около 1000 рабов в год незаконно ввозились в США, а также некоторые на испанскую Кубу и в Бразильскую империю. В колониях Британской империи рабство было отменено в 1833 году, в колониях Французской республики— в 1848 году, в США — в 1865 году и в Бразилии в 1888 году.

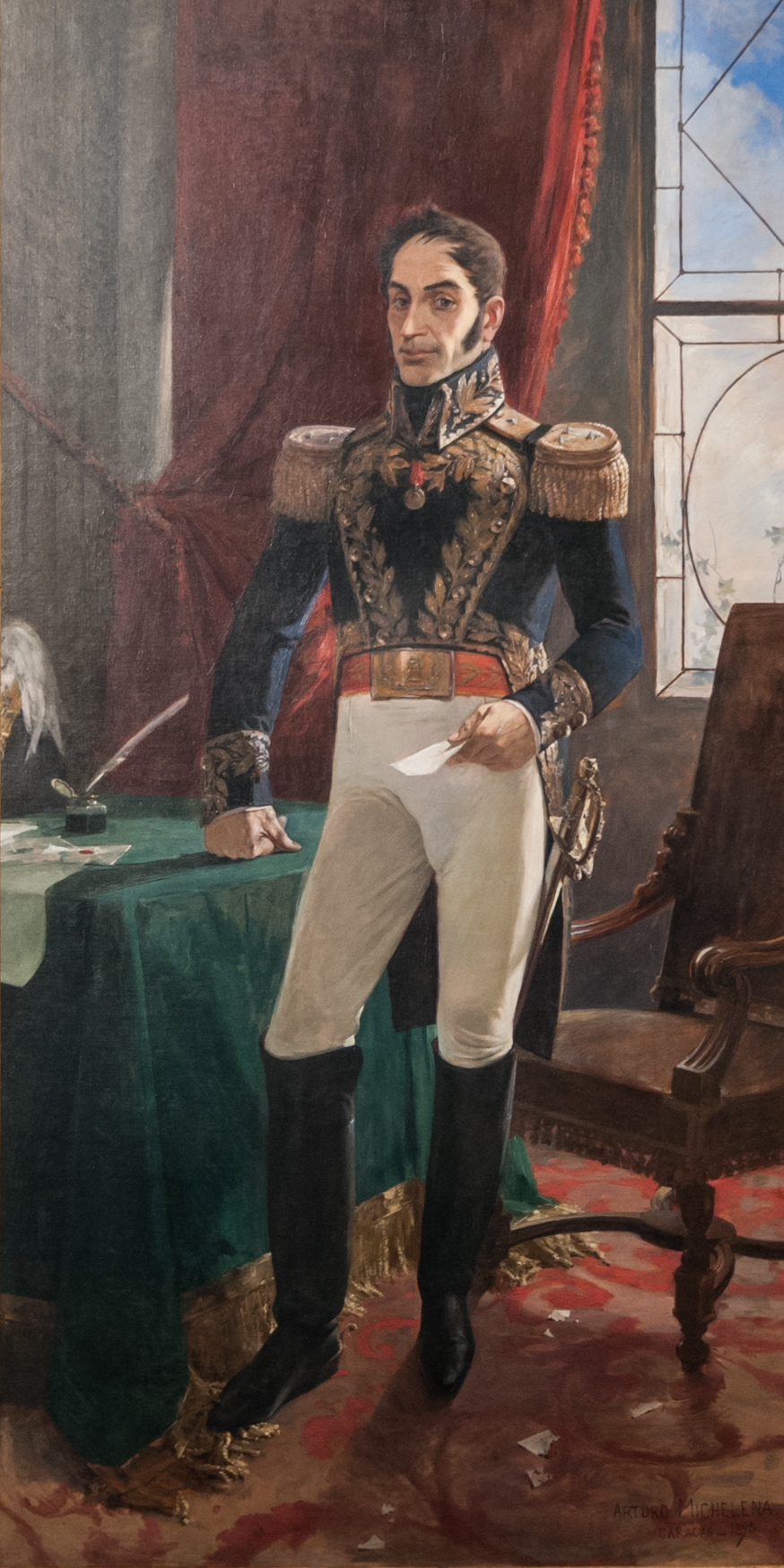
Генерал Симон Боливар (1783—1830), лидер независимости Латинской Америки.

### Испания теряет колонии
Испания находилась в состоянии войны с Великобританией с 1798 по 1808 год, и британский королевский флот прервал контакты Испании со своими колониями. Торговлю вели нейтральные американские и голландские торговцы. В колониях были созданы временные правительства или хунты, которые были фактически независимы от Испанской империи.
Две группы боролись за власть:
- испанцы, родившиеся в Испании (peninsulares)
- испанцы, родившиеся в Новой Испании (criollos по-испански или креолы по-английски).

Креолы возглавили призыв к независимости и, в конечном итоге, завоевали её. Испания потеряла все свои американские колонии, за исключением Кубы и Пуэрто-Рико, в войне за независимость (1808—1826).
Неоднократные попытки испанцев восстановить контроль провалились, поскольку Великобритания и США действовали против Испании, продвигая доктрину Монро. Британские купцы и банкиры заняли доминирующую роль в Латинской Америке. В 1824 году армии генералов Хосе де Сан-Мартина из Аргентины и Симона Боливара из Венесуэлы разгромили последние испанские войска; окончательное поражение произошло в битве при Аякучо на юге Перу.
После потери своих колоний Испания стала играть незначительную роль в международных делах. Куба, оставшаяся испанской колонией, неоднократно восставала в трех войнах за независимость, кульминацией которых стала Кубинская война за независимость. Испания отказалась выполнить требования США по реформам, тогда США вмешались в войну в 1898 году. Куба была захвачена США, которые и предоставили ей частичную независимость. Также США захватили испанские колонии Филиппины и Гуам. У Испании всё ещё оставались небольшие колониальные владения в Северной Африке и Экваториальной Гвинее, однако роль Испании в международных делах по существу закончилась.

### Борьба Греции за независимость (1821—1833)

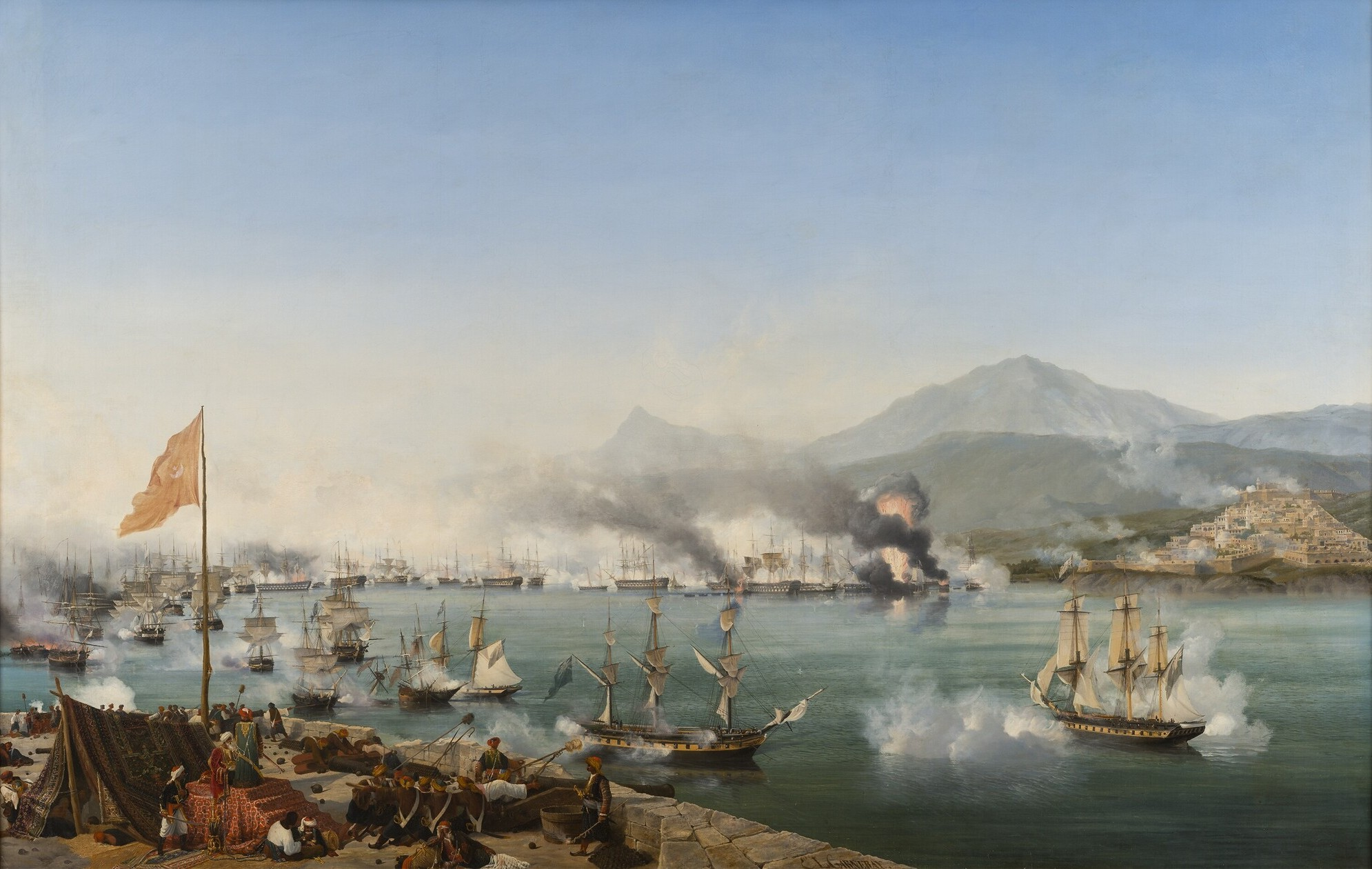
Победа союзников в Наваринском сражении (1827)

Территориальная эволюция Греции с момента обретения независимости в 1832 году до 1947 года.

Греческая война за независимость была крупнейшим военным конфликтом 1820-х годов. Великие державы поддерживали греков, но не хотели разрушения Османской империи. Греция сначала стала автономным государством-сюзереном Османской империи, но к 1832 году по Константинопольскому договору стала полностью независимым королевством.
Греческие повстанцы были подавлены османами при значительной помощи Египта, о чём писал с возмущением английский поэт Лорд Байрон. Контекстом вмешательства великих держав на стороне Греции была длительная экспансия России за счёт распадающейся Османской империи, что рассматривались другими европейскими державами как серьёзная геостратегическая угроза:
- Австрия опасалась за дестабилизацию своих южных границ.
- Британия опасалась односторонних действий России в поддержку православным грекам. Поэтому Великобритания и Франция обязали Россию договором о совместном вмешательстве, целью которого было обеспечить греческую автономию с одновременным сохранением территориальной целостности Османской империи в качестве противовеса России[30][31].

По Лондонской конвенции (1827) турки должны были предоставить грекам автономию внутри империи. Для обеспечения выполнения этой политики в Грецию были направлены военно-морские эскадры. Решающая военно-морская победа союзников в битве при Наварине сломила военную мощь османов и их египетских союзников и спасла молодую Греческую Республику от краха. Но потребовалось ещё два военных вмешательства: со стороны России в форме русско-турецкой войны 1828—1829 годов и французского экспедиционного корпуса на Пелопоннес, чтобы добиться вывода османских войск из центральной и южной Греции и, наконец, обеспечить независимость Греции.

## 1830—1850-е годы

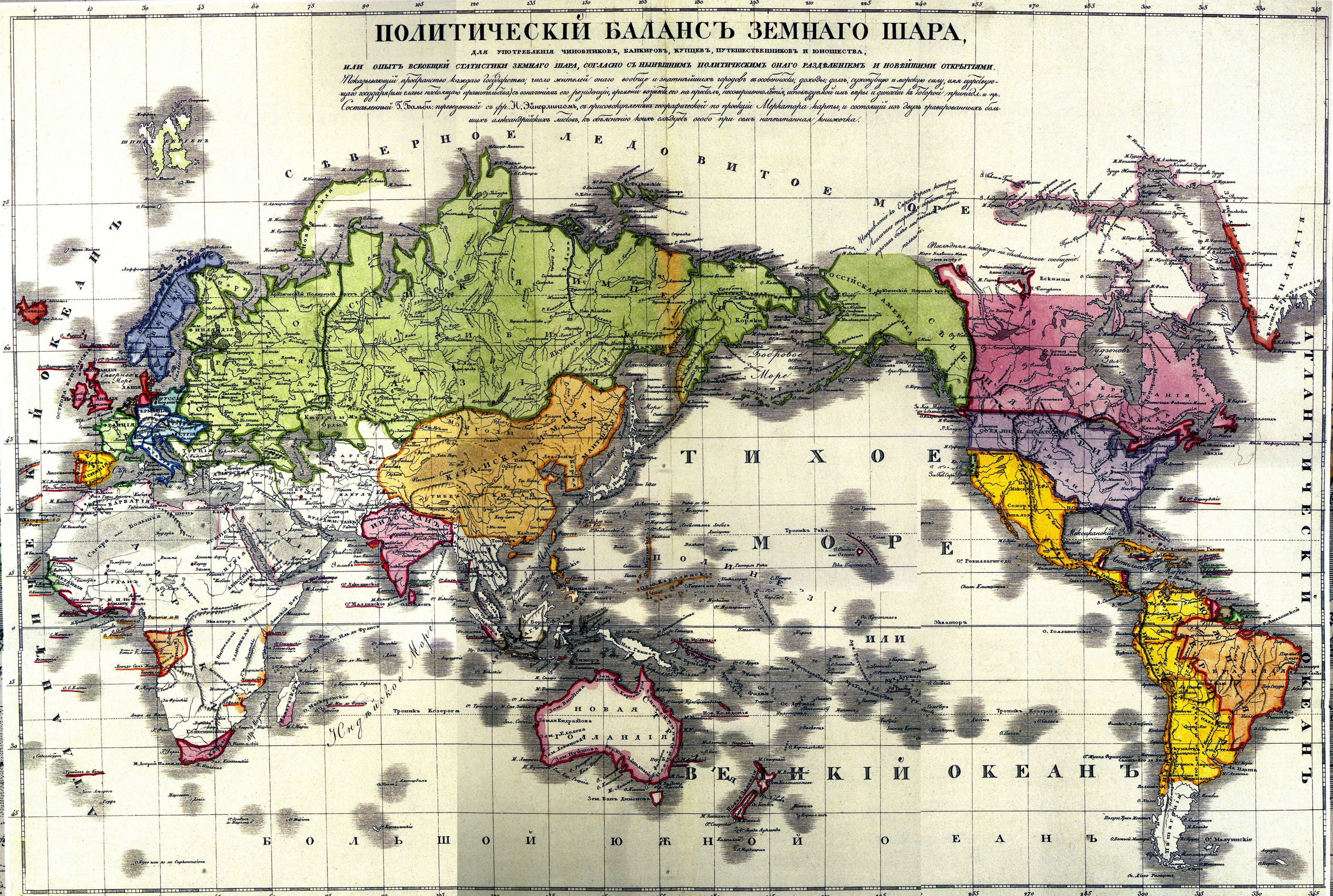
Политический баланс Земного шара в 1830 году

Великобритания продолжала оставаться самой влиятельной державой, за ней следовали Россия, Франция, Пруссия и Австрия. Соединённые Штаты быстро росли в размерах, численности населения и экономической мощи, особенно после поражения Мексики в 1848 году. Для США проблема рабства становилась все более насущной и вызывающей внутренние разногласия.
Крымская война (1853—1856) была единственным крупномасштабным конфликтом между крупными державами за этот период. Она имела очень небольшие последствия в долгосрочной перспективе, но при этом характеризовалась очень высокими потерями.
Великобритания укрепила свою колониальную систему, особенно в Британской Индии (Индия), а Франция восстановила свои колонии в Азии и Северной Африке. Россия продолжала экспансию на юг (в сторону Персии) и восток (в Сибирь). Османская империя уступила контроль над некоторыми частями Балкан новым государствам Греции и Сербии.
В Лондонском договоре (1839) великие державы гарантировали нейтралитет Бельгии. Нарушение данного договора в 1914 году Германией при её вторжении в Бельгию во время Первой мировой войны, привело сначала к британскому ультиматуму о немедленном выводе войск, а его игнорирование — вынудило Соединённое Королевство объявить войну Германии.

### Британская политика (1830—1860)
Хлебные законы (1846), отменившие торговый барьер при импорте продуктов питания, стали важным поворотным моментом, после которого свободная торговля стала национальной политикой Великобритании в XX веке. Промышленные интересы Манчестерской школы" победили протекционистские сельскохозяйственные интересы.
С 1830 по 1865 год, с небольшими перерывами, лорд Палмерстон определял британскую внешнюю политику. Он преследовал следующие цели:
- защита британских интересов от угроз и поддержка престижа Великобритании за рубежом
- использование средств массовой информации для завоевания общественной поддержки всех слоев общества
- распространение конституционных либеральных правительств, как в Великобритании, по модели Избирательной реформы 1832 года. Одобрение либеральных революции во Франции (1830), Греции (1843) и поддержка либеральных режимов, гарантирующих бо́льшую стабильности в международной системе
- продвижение британского национализма во время бельгийского восстания (1830), объединения Италии (1859)
- избегание войн с помощью политики баланса сил, недопущения доминирования Франции, России или кого-либо ещё в Европе[40].

Палмерстон не заключал ни с кем постоянных союзов и проводил политику баланса сил:
- сотрудничество с Францией, когда это было необходимо для баланса сил
- контроль таких автократических стран, как Россия и Австрия
- поддержка самодержавной Османской империи, поскольку она блокировала российскую экспансию.

Вторым по значимости после Пальмерстона был дипломат, министр иностранных дел и премьер-министр лорд Абердин до его дипломатической неудачи в Крымской войне, положившей конец его карьере, он одержал множество дипломатических триумфов:
- в 1813—1814 годах, в качестве посла в Австрийской империи, принимал участие в переговорах о союзах и финансировании, которые привели к поражению Наполеона.
- В Париже нормализовал отношения с недавно восстановленным правительством Бурбонов и убедил свое правительство, что им можно доверять
- хорошо работал с ведущими европейскими дипломатами Клеменсом фон Меттернихом в Вене и Франсуа Гизо в Париже
- вывел Великобританию в центр континентальной дипломатии по важнейшим вопросам, таким как локальные войны в Греции, Португалии и Бельгии
- пришёл к компромиссу в пограничном споре в штате Мэн, отдав большую часть земли американцам, но предоставив Канаде стратегически важный путь к порту с теплой водой[41]
- сыграл центральную роль в провоцировании и победе в опиумных войнах против Китая, получив при этом контроль над Гонконгом[42][43]
- безуспешное посредничество Великобритании между Николаем I и османами для предотвращения Крымской войны, но последующее обвинение Абердина в вялом её течении — положило конец его карьере.

### Бельгийская революция

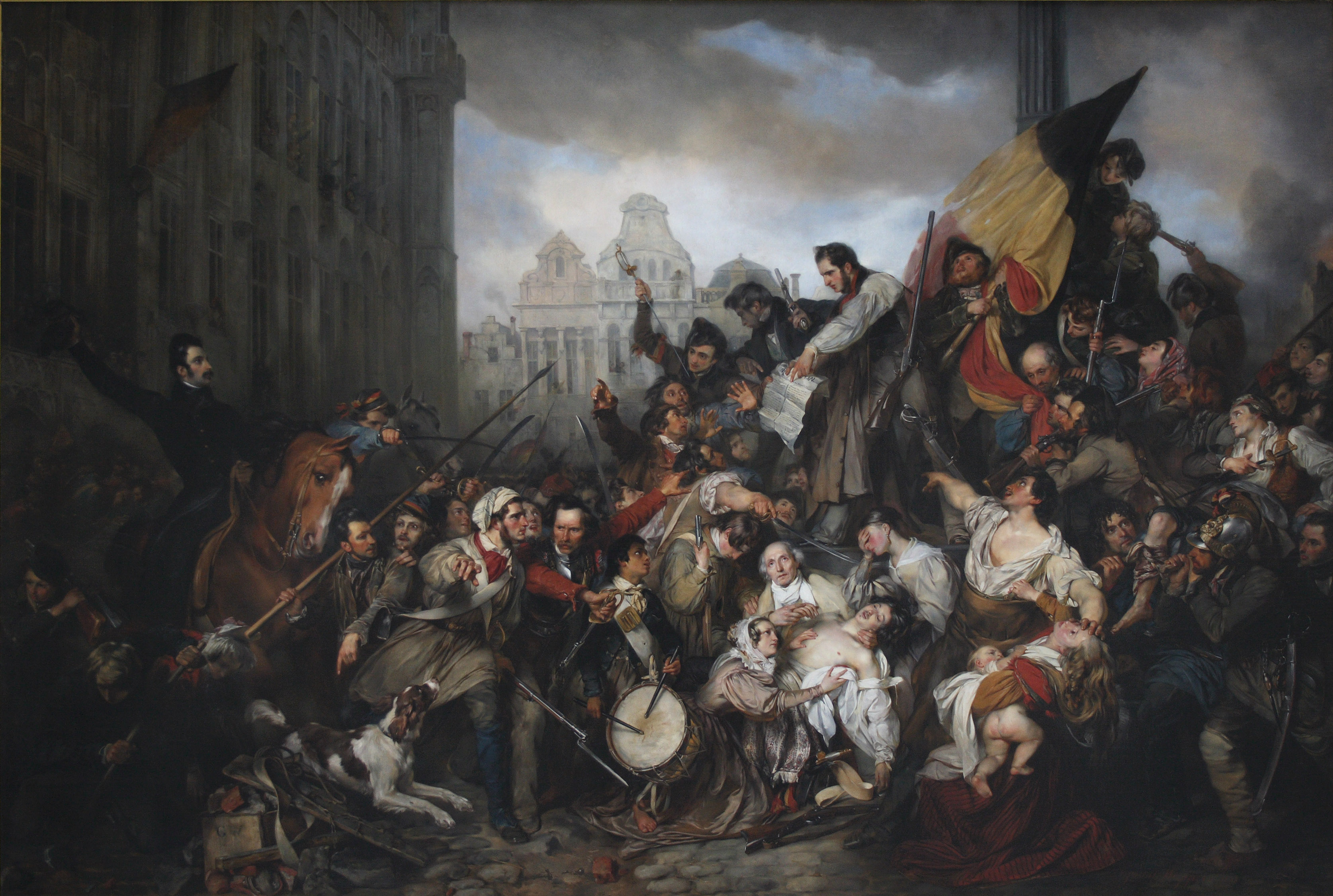
Эпизод бельгийской революции 1830 года, Густав Вапперс (1834 г.)

В 1830 году католическая Бельгия отделилась от протестантского Объединённого Королевства Нидерландов и основала независимое Королевство Бельгия. Южные либералы и католики (в основном франкоговорящие) объединились против автократического правления короля Виллема I.
По Лондонскому договору (1839) Бельгия была признана независимой, гарантом чего выступили крупнейшие державы.

### Революции 1848 года
Революции 1848 года по всей Европе пытались свергнуть реакционные монархии, став самой масштабной революционной волной в европейской истории, было вовлечено более 50 стран. Эта волна достигла большей части Европы, но гораздо меньше — Америки, Великобритании и Бельгии, где недавно утвердился либерализм.
Революции носили по существу либерально-демократический характер и имели целью ликвидацию старых монархических структур и создание независимых национальных государств. Либерализм в то время означал замену автократических правительств конституционными государствами с верховенством закона, что стало кредо французской буржуазии. Однако в германском, итальянском и австрийском государствах главным фактором был национализм. Немцы и итальянцы жили под властью нескольких правительств и требовали объединения в собственные национальные государства. В Австрийской империи, многие этнические группы, подавленные иностранным правлением, особенно венгры, вовлекались в революцию.
Хотя либеральные идеи витали в воздухе уже десять лет, революционеры разных стран не устанавливали прямых связей друг с другом.
Ключевыми факторами, способствовавшими революциям, были:
- широко распространенное недовольство старым политическим руководством
- требования бо́льшего участия в правительстве и демократии
- требования свободы прессы
- требования, выдвинутые рабочим классом
- подъём национализма и перегруппировка существующих правительственных сил.

Восстания возглавили временные коалиции реформаторов, среднего класса и рабочих.
В феврале во Франции началась первая революция, большие толпы людей вынудили короля Луи-Филиппа I отречься от престола, и для других стран это был вдохновляющий пример того, что монархию действительно возможно разрушить. Во время революционной волны десятки тысяч людей были убиты, а другие были вынуждены покинуть страну.
Значительные и долгосрочные реформы включали отмену крепостного права в Австрии и Венгрии, конец абсолютной монархии в Дании и введение представительной демократии в Нидерландах. Революции имели наибольшее значение во Франции, Нидерландах, государствах Германской Конфедерации, Италии и Австрийской империи.
Реакционные силы, в конечном итоге, одержали верх, чему способствовала российская военная интервенция в Венгрии, а также сильная традиционная аристократия и государственная религия. У аристократов были огромные богатства, обширная сеть контактов, множества подчиненных подданных и конкретная цель — вернуться к старому статус-кво. Тем не менее, были проведены некоторые социальные реформы.

### Османская империя
Османская империя участвовала в наполеоновских войнах во время французской кампании в Египте и Сирии (1798—1801), как проигравшая сторона не была приглашена на Венский конгресс (1814). С 1800 года Империя начала терять свои владения в Европе, начав с потери Греции (1821—1833), продолжив потерей Сербии (1804—1835), Болгарии (1908), и в Северной Африке, начиная с потери Египта (1798—1805). Её главным врагом была Россия, а главным сторонником — Великобритания, которая приняла участие в Крымской войне против России в 1850-х годах.
В XIX веке Османская империя начала занимать большие суммы и обанкротилась в 1875 году. Три британских лидера сыграли важную роль для Османской империи:
- Лорд Палмерстон, в период 1830—1865 годов, считал Османскую империю важным компонентом баланса сил
- Уильям Гладстон в 1870-х годах стремился создать «Европейский концерт», который поддержал бы выживание империи
- в 1880-х и 1890-х годах лорд Солсбери задумал упорядоченное расчленение слабеющей империи таким образом, чтобы уменьшить соперничество между великими державами[55].

Берлинская конференция по Африке 1884 года, за исключением неудавшейся Гаагской конференции 1899 года, была последним крупным международным политическим саммитом до 1914 года. Гладстон был единственным, кто выступал за согласованные, а не индивидуальные действия в отношении внутреннего управления Египтом, реформы Османской империи и открытия Африки. Бисмарк и лорд Солсбери отвергли позицию Гладстона.

#### Борьба Сербии за независимость (1804—1835)

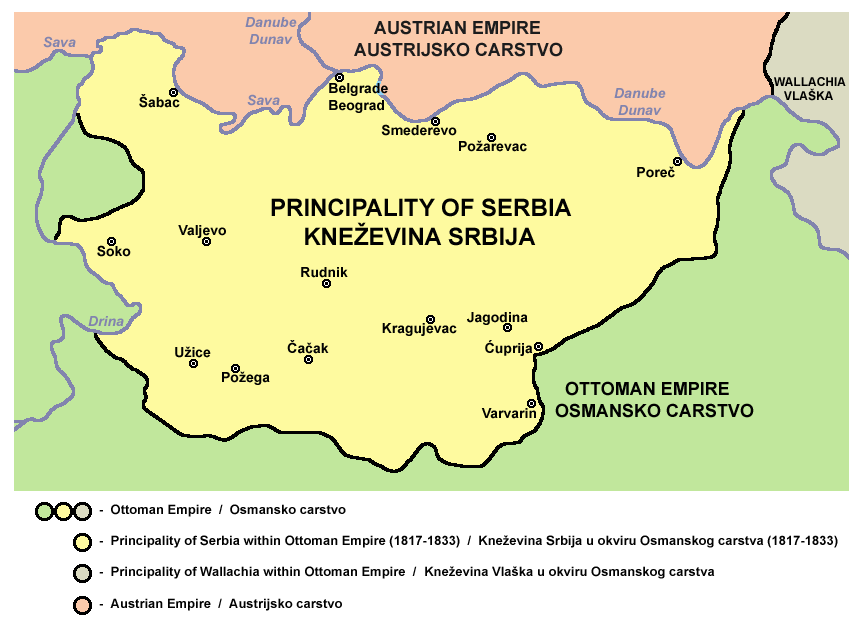
Княжество Сербия в 1817 году.

В 1804 году успешное восстание против османов положило начало современной Сербии. Сербская революция произошла между 1804 и 1835 годами. Результатом стало превращение территории из османской провинции в конституционную монархию Сербия. За период с 1804 по 1815 год было два вооружённых восстания. В период (1815—1835) произошла мирная консолидация политической власти всё более автономной Сербии, кульминацией которой стало признание права на наследственное правление сербскими князьями в 1830 и 1833 годах и территориальная экспансия молодой монархии. Принятие первой писаной конституции в 1835 году отменило феодализм и крепостное право и сделало страну сюзереном.

#### Крымская война
Крымская война (1853—1856), которая велась Россией с союзниками (Великобритания, Франция, Сардиния, Османская империя), закончилась победой союзников.
В 1851 году Наполеон III вынудил Блистательную Порту (правительство Османской империи) признать его защитником христианских мест на Святой Земле. Россия осудила Францию, поскольку она утверждала, что является защитницей всех православных христиан в Османской империи. Франция направила свой флот в Чёрное море; Россия ответила собственной демонстрацией силы. В 1851 году Россия ввела войска в османские провинции Молдавию и Валахию. Британия на помощь Османской империи послала флот. Дипломатические усилия не увенчались успехом. Султан объявил войну России в октябре 1851 года. После катастрофы османского флота в ноябре Великобритания и Франция объявили войну России. Большая часть боев происходила на Крымском полуострове, который в конце концов захватили союзники.

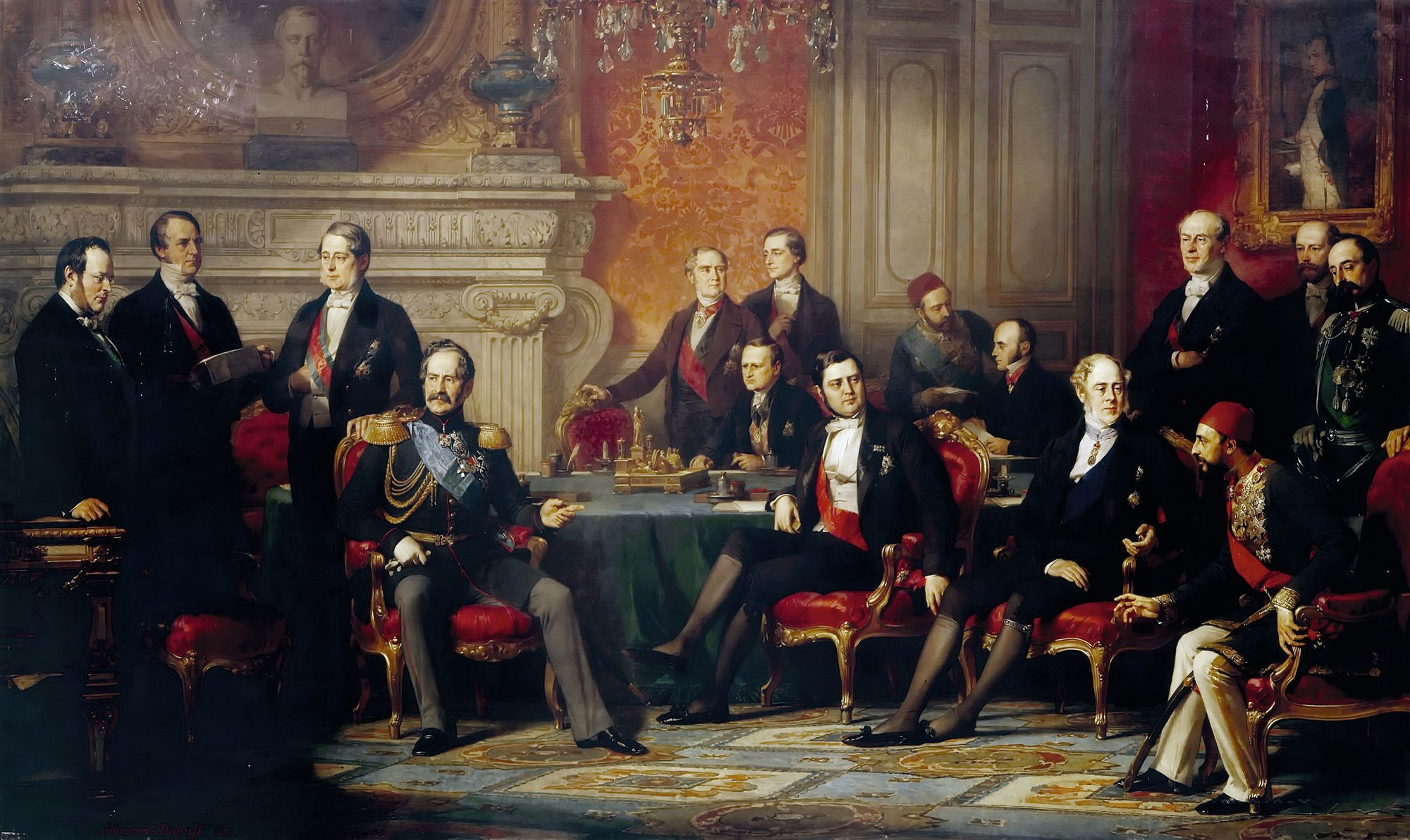
Дипломаты на Парижском конгрессе 1856 г. урегулировали Крымскую войну; картина Эдуарда Луи Дюбюфа

Россия потерпела поражение. По Парижскому договору (30 марта 1856 года):
- Державы пообещали уважать независимость и территориальную целостность Османской империи
- Россия уступила немного земли и отказалась от претензий на протекторат над христианами в османских владениях[англ.]
- Серьёзным ударом по мощи и престижу России стала демилитаризация Чёрного моря и создание международной комиссии, гарантирующей свободу торговли и судоходства на реке Дунай
- Молдавия и Валахия остались под номинальным правлением Османской империи, но им были предоставлены независимые конституции и национальные собрания.[64].

Были установлены новые правила торговли во время войны:
- каперство было признано незаконным
- нейтральный флаг защищал вражеские товары, за исключением контрабанды
- нейтральные товары на неприятельском судне, за исключением контрабанды, не подлежали конфискации
- блокада, чтобы быть законной, должна была быть эффективной[65]

Война помогла модернизировать войну, внедрив важные новые технологии:
- железные дороги
- телеграф
- современные методы ухода за больными.

Война стала поворотным моментом во внутренней и внешней политике России:
- Российская Императорская Армия продемонстрировала свою слабость, плохое руководство и отсутствие современного оружия и технологий
- Слабая экономика России не смогла обеспечить войну, поэтому внимание России обратилось на гораздо более слабые мусульманские регионы в Центральной Азии, Европа была оставлена в покое
- Русские интеллектуалы потребовали фундаментальную реформу правительства и социальной системы
- Война ослабила и Россию, и Австрию, что открыло Наполеону III, Кавуру (в Италии) и Отто фон Бисмарку (в Германии) возможность начать серию войн в 1860-х годах, которые изменили Европу[66][67].

#### Молдавия и Валахия

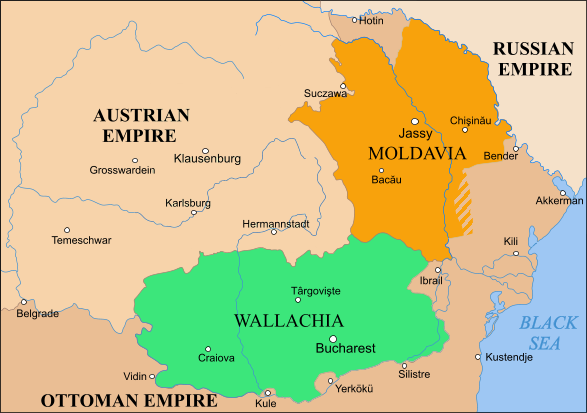
Молдавия, Трансильвания (тогда находившаяся под властью Австрии) и Валахия в 1812 году. В 1859 году Молдавия и Валахия объединились в первое современное румынское государство, которое в 1918 году объединилось с Трансильванией.

Османские вассальные государства Молдавия и Валахия постепенно отделились от Османской империи и объединились в Румынию в 1859 году, хотя добиться независимости удалось лишь в 1878 году. Два княжества долгое время находились под контролем Османской империи, но и Россия, и Австрия также претендовали на них, что сделало регион местом конфликта в XIX веке. Население в основном было православным по вероисповеданию и говорило на румынском языке, хотя существовали определённые этнические меньшинства, такие как евреи и греки. Провинции были оккупированы Россией после Адрианопольского договора (1829). Русские и турецкие войска объединились для подавления Молдавской и Валашской революций 1848 года. Во время Крымской войны княжества были взяты под контроль Австрией. В 1859 году, после избрания Александру Иоана Кузы господарем Объединённых княжеств Молдавии и Валахии (переименованных в Объединённые княжества Румынии в 1862 году), произошло объединение книжеств.
Благодаря вмешательству России Королевство Румыния официально стало независимым в 1878 году. В Трансильвании, регионе, исторически являющемся частью Венгрии, проживало около двух миллионов этнических румын. Когда Австро-Венгерская империя распалась в конце Первой мировой войны, Румыния объединилась с Трансильванией.

### Победа Соединённых Штатов над Мексикой (1846—1848)
Мексика отказалась признать аннексию Техаса США в 1845 году, считая Республику Техас мексиканской территорией и не признавая Веласкский договор 1836 года, подписанный тогдашним президентом и главнокомандующим Мексики Антонио Лопесом де Санта-Анной под принуждением после поражения в последней битве Техасской революции. Правительство Техаса стремилось достичь границы по реке Рио-Гранде, однако не могло продвинуться к югу от реки Нуэсес. После принятия Техаса в качестве американского штата, Мексика разорвала дипломатические отношения с США. Ситуация быстро обострилась; после того, как мексиканская армия устроила засаду на американские войска, патрулирующие этот район, Соединённые Штаты объявили войну в мае 1846 года. Армия Соединённых Штатов захватила Санта-Фе-де-Нуэво-Мексико и Верхнюю Калифорнию и вторглась в северную Мексику. В марте 1847 года ВМС и морская пехота США начали осаду Веракруса, крупнейшего порта Мексики. Договор Гуадалупе-Идальго был подписан в феврале 1848 года, положив конец войне. Его условия включали:
- признание Мексикой Техаса американским штатом в соответствии с границами, согласованными в Веласко
- Мексика уступила свои северные приграничные территории США за 15 миллионов долларов США
- Мексике был прощён долг в размере 3,25 миллиона долларов.[72]
- В общей сложности Мексика отказалась от 55 % своих довоенных территориальных претензий к Соединённым Штатам[73].

### Бразилия и Аргентина
Бразилия, ставшая независимой от Португалии в 1822 году, столкнулась с давлением со стороны Великобритании, требующей прекратить работорговлю в Атлантике. Бразилия вела войны в районе реки Ла-Плата: Сисплатинская война против Аргентины (1828); Лаплатская война с Аргентиной (1850-е годы); Уругвайская война и Парагвайская война (1860-е годы). В Парагвайской войне Аргентина и Бразилия были союзниками против Парагвая; это было самое кровавое и дорогостоящее событие в истории Южной Америки. Конфликт закончился победой альянса и почти разрушением Парагвая как национального государства. После этого Бразилия и Аргентина вступили в мирный период..

### Путешествия, транспорт и коммуникации
Путешествия на дальние расстояния и коммуникация значительно улучшились. Каждое десятилетие появлялось больше судов, появлялось больше регулярных пунктов назначения, совершались более быстрые рейсы, снижались тарифы на проезд для пассажиров и на товары, что облегчило международную торговлю и международный туризм. После 1860 года колоссальное расширение производства пшеницы в Соединённых Штатах наводнило мировой рынок, снизив цены на 40 %, и (наряду с расширением местного выращивания картофеля) внесло большой вклад в продовольственное благосостояние бедных.
Путешествия

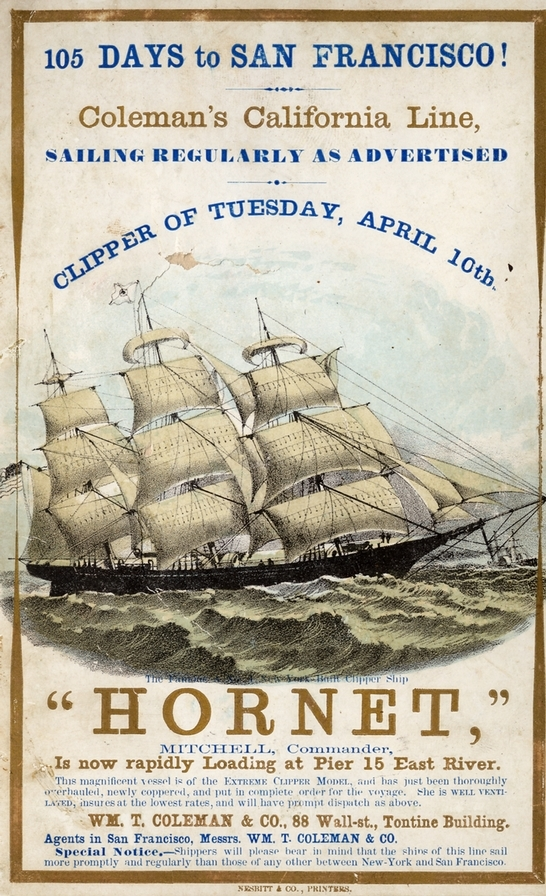
Хорнет — американский клипер 1850-х годов.

Рекорды скорости парусников эпохи 1843—1869 принадлежали клиперам (6 узлов). Они и перевозили пассажиров по всему миру:
- между Британией и её колониями на востоке
- в трансатлантической торговле
- из Нью-Йорка в Сан-Франциско вокруг мыса Горн во время Калифорнийской войны и Золотой лихорадки.

Гораздо более быстрый паровой океанский лайнер с железным корпусом стал доминирующим видом пассажирских перевозок с 1850-х по 1950-е годы.
Транспорт
Скорость грузовых парусных судов составляла в среднем 2,8 узла. Ставки фрахта на океанские перевозки оставались стабильными в XVIII веке примерно до 1840 года, а затем начали быстро падать. Британцы доминировали в мировом экспорте, и с 1840 по 1910 год тарифы на британские грузоперевозки упали на 70 %. Суэцкий канал, открывшийся в 1869 году, сократил время доставки грузов из Лондона в Индию на треть, уменьшилась плата и увеличился грузооборот.
К середине XIX века железные корпуса заменили деревянные; после 1870 года сталь заменила железо. Однако паровым машинам потребовалось гораздо больше времени, чтобы заменить паруса. Уголь был дорогим, и на маршруте требовались угольные станции, поэтому паровой двигатель использовался только в качестве резервного к парусам. Только Британская империя имела сеть угольных станций, которая позволяла Королевскому флоту действовать по всему миру. Постоянное усовершенствование кораблей привело к созданию мощных составных двигателей, которые были намного более эффективными. Котлы и поршни были изготовлены из стали, которая могла выдерживать гораздо более высокое давление, чем железо. Впервые они стали использовались для перевозки высокоприоритетных грузов, таких как почта и пассажиры. Появление паротурбинного двигателя (1907) резко повысило эффективность, а увеличение использования нефти после 1910 года освободило грузовое пространство кораблей.
Связь
К 1850-м годам железные дороги и телеграфные линии соединили все крупные города Западной Европы, а также города внутри Соединённых Штатов. К 1860-м годам крупнейшие торговые страны мира были связаны подводными телеграфными кабелями. Телеграф заменил медленную междугороднюю почтовую связь.

## 1860—1871: Национализм и объединение
Национализм резко возрос в начале и середине XIX века. Он был силён в развитых странах и представлял собой мощную силу, требующую независимости немцев, ирландцев, итальянцев, греков и славянских народов Юго-Восточной Европы. Сильное чувство национализма также росло в признанных независимых странах, таких как Великобритания и Франция.
Английский историк Джон Бьюри утверждал, что именно между 1830 и 1870 годами национализм добился больших успехов, его герои вдохновляли великую литературу, он способствовал развитию науки, показал свою силу как объединения, так и разделения. Так, национализм привёл к консолидации в Германии и Италии, но был угрозой многонациональным Османской и Габстургским империям. Европейская культура обогатилась новым народным вкладом малоизвестных или забытых народов. Но в то же время антагонизмы, поощряемые национализмом, привели не только к войнам, восстаниям и местной ненависти — они усилили или создали новые духовные разделения в номинально христианской Европе.
Этот период был особенно насыщен событиями в мире: объединение Италии, Гражданская война в США (дипломатия), и война 1864 года из-за земли Шлезвиг-Гольштейн между Данией и немецкими государствами.

### Великобритания
В 1859 году, после ещё одного недолговечного консервативного правительства, премьер-министр лорд Палмерстон и граф Рассел уладили свои разногласия, и Рассел согласился стать министром иностранных дел в новом кабинете Палмерстона. Это было первое по-настоящему Либеральное правительство. Рассел и Палмерстон испытывали искушение вмешаться на стороне Конфедерации в Гражданскую войну в США, но сохраняли нейтралитет Британии.

### Франция

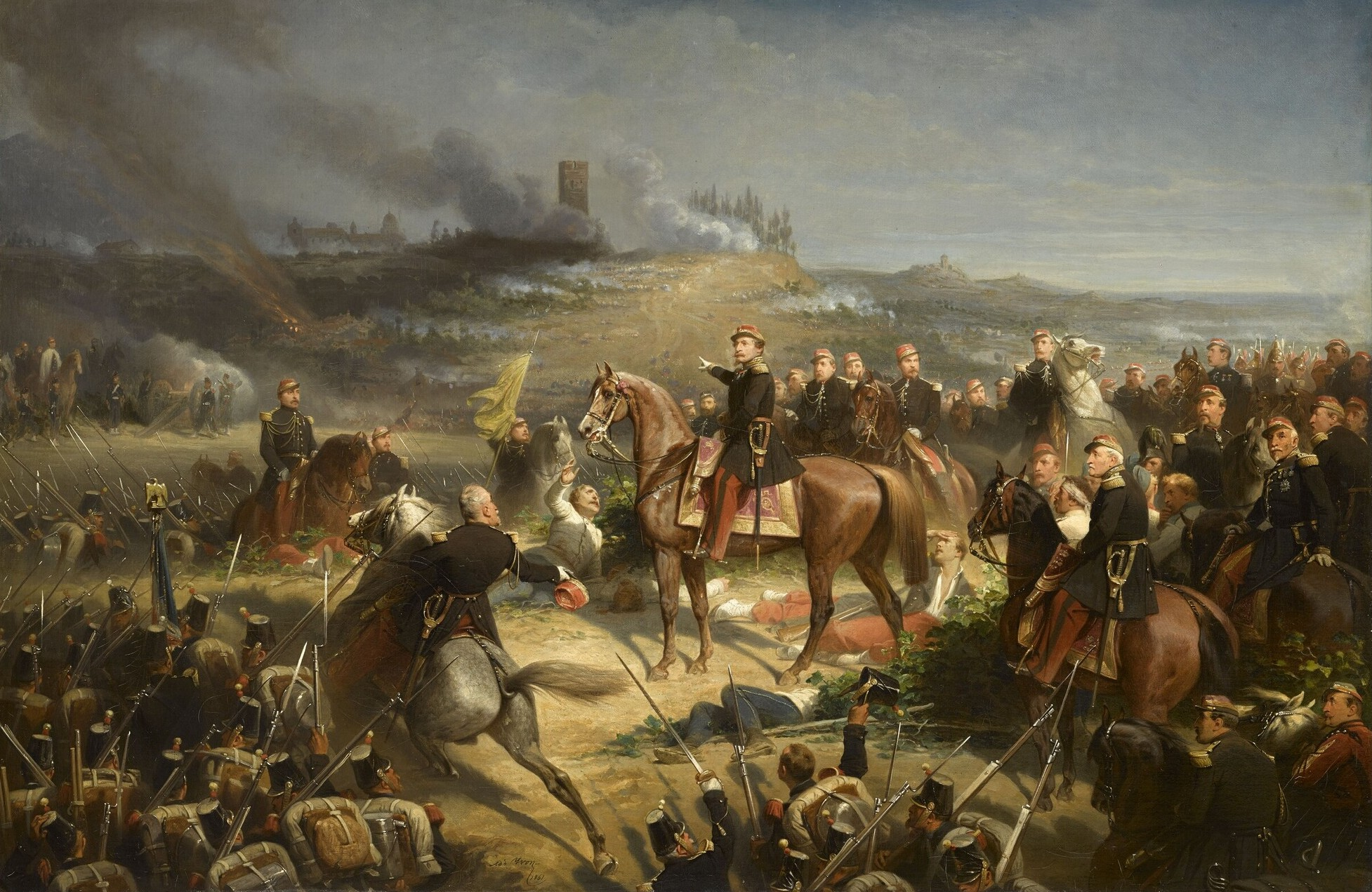
Наполеон III с французскими войсками в битве при Сольферино, обеспечившей вывод австрийцев из Италии.

Потеряв в 1763 и 1815 годах большую часть своей глобальной империи, Франция, после 1830 года, стала крупной мировой политической, экономической, военной и колониальной державой, восстановив влияние в близлежащих районах Западной Европы и Италии. Её новые владения в Средиземноморье, на Ближнем Востоке и в Африке могли соперничать с британскими владениями. Прямое французское правление в Северной Африке началось в 1830 году с завоевания Алжира. В остальной части Африки были созданы торговые станции и военные посты. Франция получила полный контроль над Индокитаем и угрожала южному Китаю. Также попыталась, но не смогла взять под свой контроль Мексику.
В 1851 году Наполеон III не сдержал обещания мирного правления, прельстившись славой. Он был дальновидным, загадочным и скрытным, у него был плохой персонал, и он постоянно конфликтовал со своими сторонниками внутри страны, будучи некомпетентным дипломатом. После кратковременной угрозы вторжения в Великобританию в 1851 году, в дальнейшем, в 1850-х годах, Франция и Великобритания сотрудничали, заключив союз в Крымской войне и заключив крупный торговый договор в 1860 году. Однако Великобритания стремилась ограничить Вторую империю, нарастившую свой флот, расширившую свою территорию и начавшую проводить более активную внешнюю политику. Французская компания участвовала в строительстве Суэцкого канала, чему Британия не смогла помешать. Однако в Европе Наполеон терпел неудачи снова и снова. Крымская война (1853—1856) не принесла никаких успехов. Война с Австрией (1859) способствовала объединению Италии, чему Франция противилась, да и французское вознаграждение в этой войне было небольшим— аннексия Савойи и Ниццы. Британцы были недовольны французским вмешательством в Сирию (1860—1861).
Внутри страны сначала католики были недовольны плохим обращением НаполеонаIII с Папой, а после изменения отношений в лучшую сторону, недовольными стали как французские антиклерикальные либералы, так и бывшие итальянские союзники. Были снижены тарифы, что помогло в долгосрочной перспективе, но в краткосрочной перспективе разозлило владельцев крупных поместий, а также текстильных и металлургических промышленников, в то же время побудив обеспокоенных рабочих объединиться.
В 1860-х годах Наполеон чуть не ввязался в войну с Соединёнными Штатами (1862), мексиканская интервенция (1861—1867) обернулась полной катастрофой. Вступление в войну с Пруссией (1870) было запоздалым и уже не могло остановить объединение всех немцев, за исключением Австрии, под руководством Пруссии. Идея неизбежной вражды между немцами и французами приобрела необычайную популярность. У Франция не было союзников, и она была сильно разделена внутри страны. В результате поражения на поле боя во франко-прусской войне, была потеряна Эльзас-Лотарингия. Английский историк Алан Тейлор прямо говорит о том, что Наполеон III разрушил Францию как великую державу.

### Итальянское объединение

Этапы объединения Италии между 1829 и 1871 годами.

Рисорджименто — это период 1848—1871 годов, когда итальянцы достигли независимости от австрийских Габсбургов на севере и испанских Бурбонов на юге, обеспечив национальное объединение. Пьемонт (известный как Сардинское королевство) распространил свою конституционную систему на новое государство Королевство Италия.
Папство заручилось поддержкой Франции, боясь, что отказ от контроля над Папской областью ослабит католическую церковь. Королевство Италия окончательно захватило Папскую область в 1870 году, когда французская армия была выведена. Папа Пий IX объявил себя пленником. Мир с Италией Папа Пий XI заключил только в 1929 году. После 1870 года Италия была признана шестой великой державой, хотя и гораздо слабее остальных.

### Соединённые Штаты
Во время Гражданской войны в США (1861—1865) южные рабовладельческие штаты попытались выйти из состава государства (Союза) и создать независимые Конфедеративные Штаты Америки. Северные штаты не смирились с распадом Союза и боролись за его восстановление. Конфедерация добивалась вмешательства Великобритании и Франции на своей стороне. Британские и французские аристократы не любили американский республиканизм, к тому же Юг был основным источником хлопка для европейских текстильных фабрик. Конфедераты полагали, что хлопок настолько важен для британской и французской промышленности, что эти страны будут бороться за него (лозунг «Хлопок — король»). Конфедератам в Европе действительно удалось собрать деньги, на которые были куплены военные корабли и боеприпасы. Однако в 1861 году в Великобритании был большой избыток хлопка, поэтому важнее для неё был не южный хлопок, а зависимость значительной части британских продовольственных запасов от зерна с севера США. Франция не вмешивалась в одиночку и была меньше заинтересована в хлопке, чем в обеспечении своего контроля над Мексикой, который независимая Конфедерация позволила бы, но Союз никогда бы этого не одобрил. Север ясно дал понять, что любое официальное признание Конфедерации означает войну с США.
Великобритании удалось избежать возможного втягивания в войну, так как муж королевы Виктории принц Альберт помог решить Инцидент с судном Trent (1861). Британцы отдавали предпочтение Соединённым Штатам, хотя блокада южных штатов Союзным флотом остановила 95 % южного экспорта (хлопок) в Великобританию. Вторичное предотвращение втягивания в войну произошло в сентябре 1862 года, во время вторжения Конфедерации в Мэриленд. Тогда Великобритания (вместе с Францией) собиралась вмешаться и начать переговоры о мирном урегулировании, что могло означать только войну с Соединёнными Штатами. Но в том же месяце президент Авраам Линкольн объявил Прокламацию об освобождении рабов. Теперь поддержка Конфедерации означала поддержку рабства, возможности европейского вмешательства больше не было.
Однако несколько британских фирм тайно разрешили строить военные корабли для Конфедерации, что вызвало дипломатический скандал, и по Делу Алабамы (1872) международный арбитраж в Женеве вынес решение в пользу американцев, с постановлением Великобритании выплатить США 15,5 миллионов долларов за ущерб, причиненный построенными британцами военными кораблями Конфедерации.

### Германия

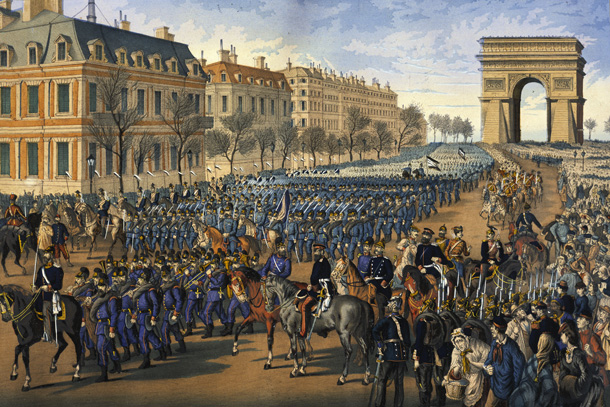
Немецкие войска маршируют по Елисейским полям в Париже после победы во франко-прусской войне.

Королевство Пруссия под руководством Отто фон Бисмарка возглавило объединение всей Германии (кроме Австрии) и создало новую Германскую империю во главе с королём Пруссии. Для этого он провел серию коротких решающих войн с Данией, Австрией и Францией. Объединение произошло после победы над Францией в 1871 году. Германия Бисмарка стала самым могущественным государством в Европе, а сам Бисмарк десятилетиями способствовал установлению мира в Европе.

#### Шлезвиг и Гольштейн
Крупный дипломатический скандал и несколько войн возникли из-за притязания Дании и Германии на Шлезвиг и Гольштейн. В него оказались втянутыми Австрия и Франция. Датское и немецкое герцогства Шлезвиг-Гольштейн по международному соглашению находились под властью короля Дании, но по закону не были частью Дании. Международный договор предусматривал, что две территории не должны быть отделены друг от друга, хотя Гольштейн была частью Германской Конфедерации. В конце 1840-х годов Дания попыталась включить Шлезвиг в состав своего королевства, победив в Первой войне. Однако во Второй Шлезвигской войне (1864) Дания потерпела поражение от Пруссии и Австрии.

#### Объединение
Берлин и Вена разделили контроль над двумя территориями Шлезвигом и Гольштейном. Конфликты между ними разрешились австро-прусской войной 1866 года, выиграв которую Пруссия стала лидером немецкоязычных народов, а Австрия заняла второе место среди великих держав. Император Франции Наполеон III не мог мириться с быстрым подъёмом Пруссии и начал франко-прусскую войну (1870—1871) из-за предполагаемых оскорблений и других мелочей. Наполеон III не смог найти союзников для предотвращения объединение Германии. Движимые духом немецкого национализма, небольшие немецкие государства Бавария и Саксония присоединились к Пруссии в войне. Победа Немецкой коалиции привёл к отодвиганию Франции на второй план среди великих держав. Пруссия под руководством Отто фон Бисмарка объединила тогда почти все германские государства (исключая Австрию, Люксембург и Лихтенштейн) в новую Германскую империю. Новая империя Бисмарка была самым могущественным государством континентальной Европы до 1914 года.

## 1871: Год перехода

### Поддержание мира
В 1871 году в Европе, после пятнадцати лет войн в Крыму, Германии и Франции, начался период мира. С основанием Германской империи и подписанием Франкфуртского мира (10 мая 1871 г.) Отто фон Бисмарк стал решающей фигурой в европейской истории с 1871 по 1890 год. Он умело использовал дипломатию баланса сил, поэтому Германия, несмотря на множество споров и военных опасений, оставалась мирной. По мнению историка Эрика Хобсбаума, именно Бисмарк «остался бесспорным чемпионом мира по игре в многосторонние дипломатические шахматы в течение почти двадцати лет после 1871 года, [и] посвятил себя исключительно и успешно поддержанию мира между державами».
Бисмарк владел ключом к решению таких насущных проблем, как:
- границы балканских государств
- обращение с армянами в Османской империи и евреями в Румынии
- финансовые дела Египта
- российская экспансия на Ближнем Востоке
- война между Францией и Китаем
- раздел Африки.

Главной ошибкой Бисмарка было приобретение приграничных провинций Эльзас и Лотарингия, что превратило Францию в постоянного врага. Возвращение этих провинций стали главной целью французской политики на следующие сорок лет. Вражда Германии и Франции стала основным фактом международных отношений".. Решение Бисмарка заключалось в изоляции Франции и построении сложных союзов с Австрией, Россией и Великобританией. Ключевым элементом стал Союз трёх императоров, в котором Бисмарк объединил правителей Берлина, Вены и Санкт-Петербурга, чтобы гарантировать безопасность друг друга, блокируя при этом Францию; это продолжалось с 1881 по 1887 год.

### Основные державы
Великобритания вступила в эпоху блестящей изоляции, сосредоточившись на внутреннем промышленном развитии и политической реформе, а также на создании Британской империи, охраняемой сильнейшим в мире военно-морским флотом. И хотя была опасно близка к вмешательству в Гражданскую войну в США в 1861—1862 годах, но в мае 1871 года подписала Вашингтонский договор с Соединёнными Штатами.
Россия воспользовалась франко-прусской войной, чтобы отказаться от договора 1856 года, по которому она была вынуждена демилитаризовать Чёрное море. Конференция в Лондоне (январь 1871 года), формально отменила ключевые элементы договора 1856 года и одобрила новые действия России. Россия всегда хотела контролировать Константинополь и турецкие проливы, соединяющие Чёрное море со Средиземным, и почти добилась этого в Первой мировой войне.
Королевство Италия захватило папские территории и сделало Рим своей столицей в 1871 году, закончив процесс объединения (рисорджименто). Папа был отчуждён от католической общины на полвека; нестабильная ситуация была разрешена в 1929 году Латеранскими соглашениями.

### Воинская повинность
Произошёл переход от профессиональной армии к прусской системе, которая включала в себя:
- ядро профессиональных карьеристов
- базу призывников, которые после года или двух действительной службы переходили на десятилетие или более в резерв с обязательным летними сборами каждый год.

Прусская система позволяла в военное время быстро мобилизовать большую, хорошо обученную и полностью укомплектованную армию.
Ключевым элементом была всеобщая воинская повинность с относительно небольшим количеством исключений. Высшие слои были призваны в офицерский корпус на годичную подготовку, но тем не менее должны были нести полную резервную службу вместе со всеми остальными.
Пруссия начала внедрять данную систему в 1814 году, Австрия — в 1868 (вскоре после её поражения от Пруссии), Франция — в 1872 (вскоре после её поражения от Пруссии и других немецких государств), Япония — в 1873, Россия — в 1874, Италия — в 1875. К 1900 году все основные страны приняли воинскую повинность, за исключением Великобритании и США.
Германия имела армию численностью 545 000 человек, которую можно было в считанные дни увеличить до 3,4 миллиона за счёт мобилизации резервов. Сопоставимые цифры во Франции составляли 1,8 миллиона и 3,5 миллиона, в Австрии — 1,1 миллиона и 2,6 миллиона, в России — 1,7 и 4 миллиона.
Стоимость войск на душу населения удвоилась или даже утроилась в период с 1870 по 1914 год. К тому времени общие расходы на оборону в среднем составляли около 5 % национального дохода. Тем не менее, налогоплательщики, казалось, были удовлетворены.

## Империализм

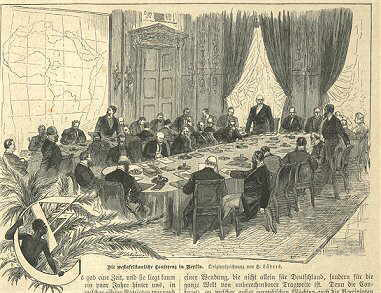
Берлинская конференция под председательством канцлера Германии Отто фон Бисмарка регулировала европейский империализм в Африке.

Большинство крупных держав (и некоторые второстепенные, такие как Бельгия, Нидерланды и Дания) проводили политику империализма, создавая свои зарубежные империи в Африке и Азии. Хотя восстаний было множество, историки насчитывают лишь несколько войн, и они были небольшими по масштабу: Первая и Вторая англо-бурские войны (1880—1881 и 1899—1902), Первая китайско-японская война (1894—1895), Первая итало- эфиопская война (1895—1896), Испано-американская война (1898), Филиппино-американская война (1899—1902), Русско-японская война (1905), Итало-турецкая война (1911).
Самой крупной была Русско-японская война 1905 года.
Предполагалось, что колонии станут отличным закрытым рынком для промышленных товаров. За период (1875—1914) это не оправдалось, за исключением Индии. К 1890-м годам империалисты получили экономическую выгоду, главным образом, за счёт недорогого сырья для отечественной обрабатывающей промышленности. Великобритания получила хорошую прибыль от Индии, но не от большей части остальной части своей империи. Нидерланды преуспели в Ост-Индии. Германия и Италия получали очень мало выгоды от торговли и сырья из своих империй. Франция добилась немного большего успеха. Свободное государство Конго было прибыльным при управлении бельгийского короля Леопольд II. После того, как правительство Бельгии взяло на себя управление (1908), Бельгийское Конго стало гораздо менее прибыльным. Филиппины обошлись Соединённым Штатам гораздо дороже, чем ожидалось.
Если в родных владениях колониальных держав на начало Первой мировой войны проживало около 370 миллионов человек, то в Колониальных— 560 миллионов человек:
- 70,0 % — в британских владениях
- 10,0 % — во французских
- 8,6 % — в голландских
- 3,9 % — в японских
- 2,2 % — в немецких
- 2,1 % — в американских
- 1,6 % — в португальских
- 1,2 % — в бельгийских
- 0,5 % — в итальянских владениях.

### Французская империя в Азии и Африке

#### Захват и потеря Мексики Францией
Наполеон III воспользовался гражданской войной в США, чтобы попытаться взять под свой контроль Мексику, основать Вторую Мексиканскую империю и навязать свою марионетку императора Максимилиана I. Франция, Испания и Великобритания, разгневанные невыплаченными мексиканскими долгами, направили совместный экспедиционный корпус, который захватил таможню Веракруса в Мексике (декабрь 1861), но вскоре ушли, поняв, что Наполеон III намеревается свергнуть Вторую мексиканскую республику и избранного президента Бенито Уареса. Наполеон пользовался поддержкой остатков консервативной партии, проигравшей либеральной партии в гражданской Войне за Реформу (1857—1861). Во время французской интервенции в Мексику (1862). США поддержали Хуареса, отказавшись признать новое правительство, поскольку оно нарушило доктрину Монро и, после победы над Конфедерацией (1865), направили 50 000 солдат к мексиканской границе. Наполеон был истощён; он направил 40 000 солдат в Мексику, 20 000 в Рим для защиты Папы от итальянцев и ещё 80 000 во Французский Алжир. Пруссия, только что победившая Австрию, представляла собой непосредственную угрозу. Наполеон осознал свое затруднительное положение и в 1866 году вывел все свои силы из Мексики. Хуарес восстановил контроль и казнил императора Максимилиана I. Суэцкий канал, первоначально построенный французами, стал совместным британско-французским проектом в 1875 году. В 1882 году продолжающиеся гражданские беспорядки в Египте побудили Великобританию вмешаться на стороне Франции. Ведущий экспансионист Франции Жюль Ферри был отстранен от должности, и правительство позволило Великобритании взять под эффективный контроль Египет.

### Британский захват Египта (1882)

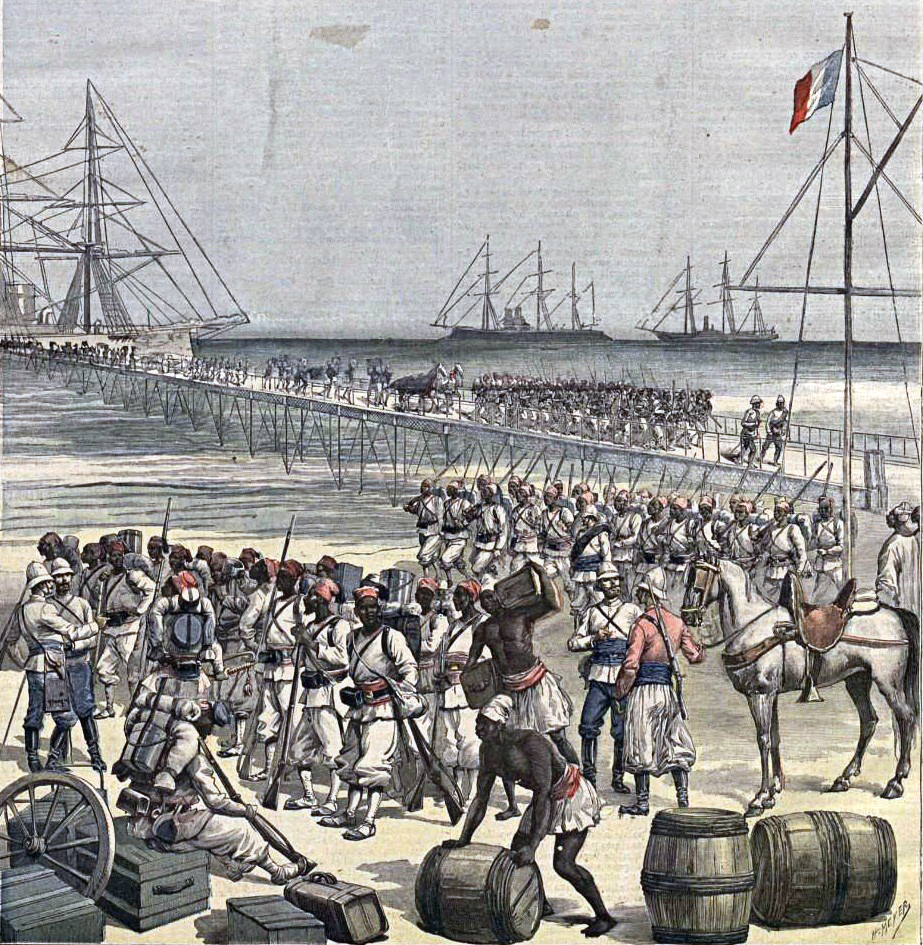
В 1892 году сенегальские тиралеры под предводительством полковника Альфреда-Амеде Доддса вторглись в Дагомею (современный Бенин).

Англо-египетская война привела к британской оккупации Египта на семь десятилетий, хотя Османская империя сохраняла номинальную собственность на него до 1914 года. Франция потеряла контроль над Суэцким каналом, который она строила и финансировала. Германия, Австрия, Россия и Италия — и, конечно же, сама Османская империя — были возмущены односторонним вмешательством Лондона. Историк Алан Тейлор считал, что это «было великое событие; действительно, единственное реальное событие в международных отношениях между битвой при Седане (1870) и поражением России в русско-японской войне (1905)».
Британская оккупация Египта изменила баланс сил:
- обеспечила британцам безопасность на пути в Индию
- сделала их хозяевами Восточного Средиземноморья и Ближнего Востока
- убрала необходимость стоять на линии фронта против России в Проливах
- подготовила почву для франко-российского союза десять лет спустя.

При этом премьер-министр Великобритании Уильям Юарт Гладстон и его Либеральная партия находились в позиции решительной оппозиции политике империализма. Кембриджская школа, на основе исследования Джона Робинсона и Рональда Галлахера «Африка и викторианцы» (1961), посвященного империализму свободной торговли, объясняли такой поворот в политике либералов необходимостью защиты Суэцкого канала и устранением возможного ущерба международной торговле и Британской империи, одновременно признавая радикальный крах закона и порядка. Полный захват Египта, превращение его в британскую колонию, подобную Индии, был слишком опасен, мог стать сигналом для остальных держав броситься за добычей разваливающейся Османской империи, что, вероятно, привело бы к крупной войне.
В отличие от марксистов, Кембриджская школа подчеркивает «джентльменские» финансовые и коммерческие интересы, а не промышленный капитализм, который, по мнению марксистов, всегда был главным. В последнее время специалисты по Египту интересовались прежде всего внутренней динамикой среди египтян, которая привела к неудавшемуся восстанию Ураби (1879—1882), закончившемуся англо-египетской войной.

### Большая игра в Центральной Азии: Великобритания против России

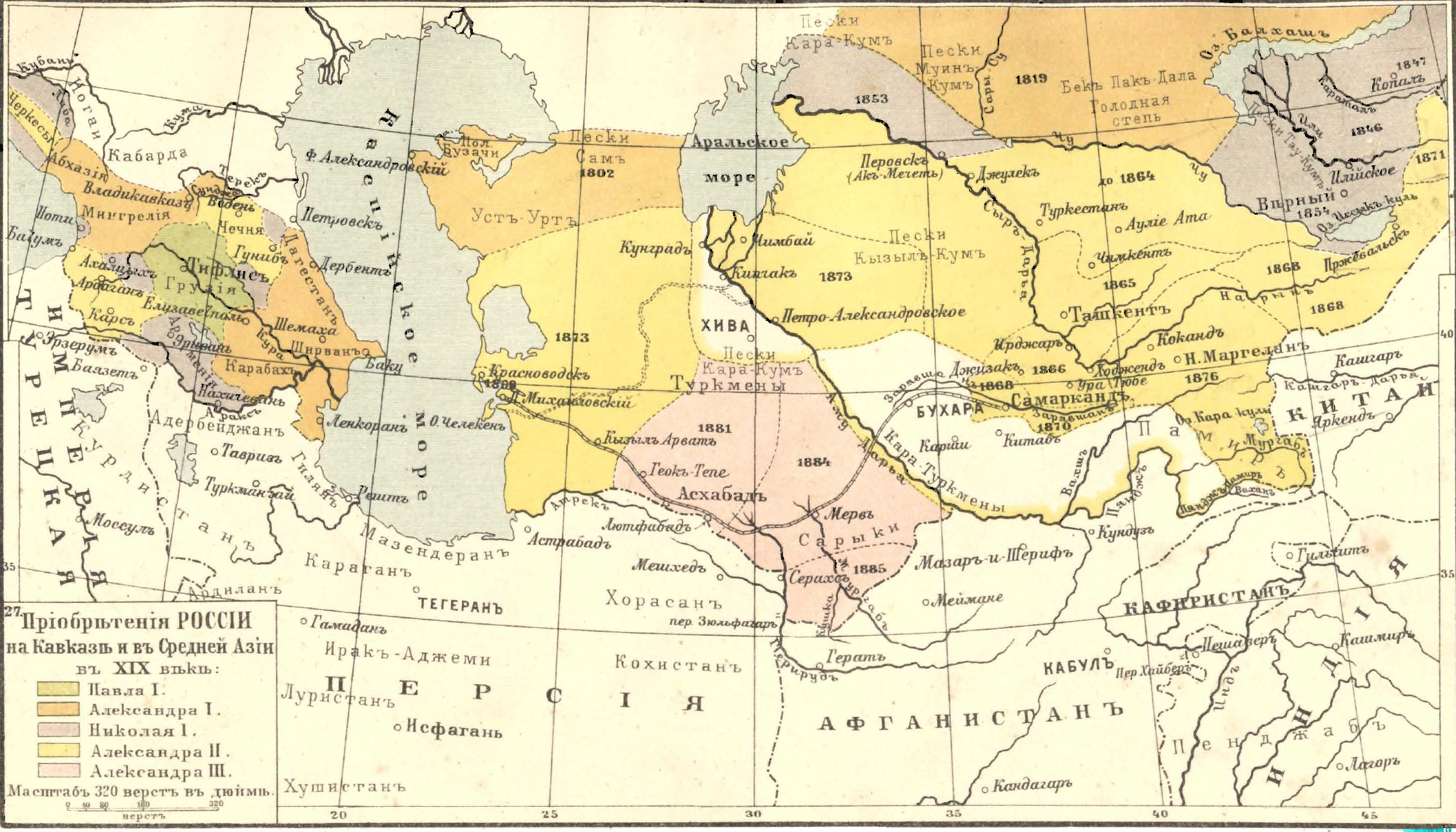
Завоевания Российской империи на Кавказе и в Центральной Азии в XIX веке

Большая игра представляла собой политическое и дипломатическое противостояние на протяжении большей части XIX века между Великобританией и Россией из-за Афганистана и соседних территорий в Центральной и Южной Азии, особенно Персии (Ирана) и Туркестана. Великобритания сделала приоритетной задачей защиту всех подходов к Индии. У России не было материально-технической возможности вторгнуться в Индию напрямую, но она разработала планы вторжения, которые Британия считала заслуживающими доверия из-за российского завоевания Средней Азии. Тем временем обе державы предприняли попытку расширения колониальных границ во Внутренней Азии. По словам Роберта Ирвина, «англо-российское соперничество принимало форму разведывательных миссий и шпионажа. Хотя англичане и русские в неубедительной местной маскировке иногда рисковали проникать на спорные территории, чаще обе стороны пользовались услугами доверенных лиц». Это привело к атмосфере недоверия и постоянной угрозе войны между двумя империями, локальным конфликтам, но не прямому противостоянию.
Бисмарк осознал, что «Большая игра» способствовала доминированию Германии в Европе, потому что российские войска находились далеко от Германии. На протяжении двух десятилетий (1871—1890) Бисмарк маневрировал, поддерживая британцев с целью заставить Россию направить солдат в Азию. Одновременно Бисмарк, через Лигу трех императоров, также помогал России, оказав давление на Османскую империю, с требованием заблокировать доступ британских военно-морских сил к Босфору, тем самым, вынудив стороны начать англо-российские переговоры по Афганистану.

### Борьба за Африку

Центральная и Восточная Африка, 1898 год, во время Фашодского инцидента.

Борьба за Африку началась с неожиданного захвата Египта Великобританией (1882), после чего Великобритания, Франция, Германия, Италия и Португалия значительно расширили свои колониальные империи в Африке. Базы вдоль побережья становятся ядром колоний, простирающихся вглубь страны. Хотя в XX веке борьба за Африку широко осуждалась антиимпериалистическими представителями, однако в то время её считали решением проблемы насилия и эксплуатации со стороны работорговцев. Бисмарк возглавил попытку стабилизировать ситуацию в Африке на Берлинской конференции (1884—1885). Все европейские державы договорились об основных правилах предотвращения конфликтов в Африке.
Великобритания применила административные уроки, извлеченные в Индии, к Египту и другим новым африканским колониям.
Напряженность между Великобританией и Францией в некоторых случаях могла бы привести к войне, но этого так и не произошло. Самым серьёзным эпизодом стал Фашодский кризис (1898) в Южном Судане, когда французам пришлось отступить, признав англо-египетский контроль над территорией и довольствуясь слабым утешением —французским доминированием в Марокко.
Османская империя потеряла номинальный контроль над Алжиром, Тунисом и Ливией, сохранив лишь номинальный контроль над Египтом. Великобритания приобрела (1875) акции Суэцкого канала у почти обанкротившегося Исмаила-паши.

#### Кения

Районы Африки, контролируемые колониальными державами в 1913 году, показаны вместе с нынешними национальными границами.

Кения — наглядный пример процесса колонизации в Восточной Африке. К 1850 году европейские исследователи начали картографировать внутренние районы. Остров Занзибар, расположенный у восточного побережья Африки, стал базой для налаживания торговли и исследований материковой части Африки, консульства для защиты интересов британцев, французов, немцев и американцев на острове были открыты в 1840 году.
Рос спрос Европы на африканские продукты, включая слоновую кость и гвоздику. Британский интерес к Восточной Африке сначала был стимулирован желанием отменить работорговлю, позже — немецкой конкуренцией. Поэтому частная компания Imperial British East Africa Company арендовала полосу земли вдоль побережья шириной 10 км (1887).
В 1885 году прибрежные владения султана Занзибара стали протекторатом Германии, в 1890 году они были проданы Великобритании в обмен на немецкий контроль над побережьем Танганьики.
В 1895 году британское правительство заявило права на внутренние территории вплоть до озера Найваша на западе. После серьёзных финансовых трудностей Британской Восточно-Африканской компании, британским правительством было установлено прямое правление через протекторат Британская Восточная Африка, далее граница была продлена до Уганды (1902), чуть позже большая часть расширенного протектората стала коронной колонией (1920). С началом колониального правления в 1895 году Великая рифтовая долина и область White Highlands стали анклавом белых иммигрантов, выращивающих в крупных масштабах кофе силами кикуйю. Колониальное правление вначале взаимодействовало с вождями коренных народов, потом с образованными молодыми кенийцами.
Ключом к развитию внутренних районов Кении стало строительство железной дороги от Момбасы до Кисуму на озере Виктория (1895—1901), для чего были привлечены 32 000 чернорабочих из Британской Индии. Многие остались, как и большинство индийских торговцев и мелких бизнесменов, которые увидели возможности в открытии внутренних районов Кении.

### Португалия
Королевство Португалия, маленькая бедная аграрная страна с сильными морскими традициями, создала большую империю и удерживала её дольше, чем кто-либо другой, избегая войн и оставаясь в основном под защитой Великобритании. В 1899 году оно возобновило Виндзорский договор с Великобританией, первоначально заключенный в 1386 году. В XVI веке была создана колония поселенцев в Бразилии. Португалия также открыла торговые посты, доступные для всех стран, у берегов Африки, Южной и Восточной Азии. Португалия импортировала рабов в качестве домашней прислуги и сельскохозяйственных рабочих в саму Португалию и сделала работорговлю основным видом экономической деятельности. В 1770 году португальский политик Помбал объявил торговлю благородной и необходимой профессией, позволив бизнесменам войти в круг португальской знати. Португальские бизнесмены создали плантации рабов для производства сахара на близлежащих островах Мадейра , Кабо-Верде и Азорские острова. Многие португальские поселенцы переехали в Бразилию, которая стала независимой в 1822 году.
После 1815 года Лиссабон продвигался вглубь Африки, чтобы взять под свой контроль Анголу и Португальскую Восточную Африку (Мозамбик). Многие иностранные работорговцы плавали под португальским флагом. Работорговля была отменена в 1836 году. В Индии торговля процветала в колонии Гоа с её дочерними колониями Макао, недалеко от Гонконга на китайском побережье, и Тиморе, к северу от Австралии. Португальцы успешно распространили католицизм и португальский язык на свои колонии, в то время как большинство поселенцев продолжали направляться в Бразилию.

### Италия

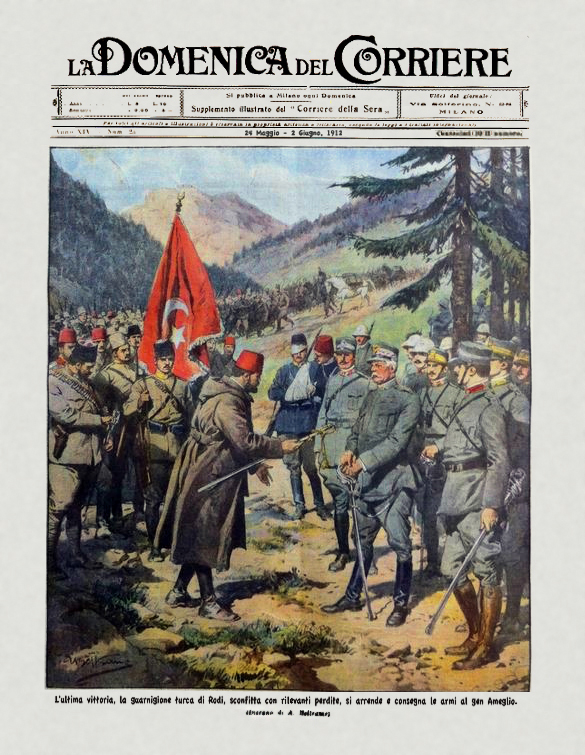
Сдача турецкого гарнизона на Родосе итальянскому генералу, (1912)

Италию часто называли наименьшей из великих держав из-за её слабой промышленности и слабой армии. Во время борьбы за Африку (1880-е) лидеры новой нации Италии с энтузиазмом относились к приобретению колоний в Африке, ожидая повышения статуса державы и объединения народа. В Северной Африке в Тунисе, находившемся под номинальным контролем Османской империи, поселились многие итальянские фермеры, однако Франция взяла на себя протекторат над Тунисом (1881). Тогда в Восточной Африке Италия попыталась завоевать независимую Эфиопскую империю, но потерпела крупное поражение в битве при Адве (1896). В 1911 году итальянцы захватили территорию, которая сейчас является Ливией, что было одобрено Германией, Францией, Австрией, Великобританией и Россией. Центральным событием итало-турецкой войны (1911—1912) годов стало взятие под контроль нескольких прибрежных городов Королевской итальянской армией. После заключения мирного договора в Ливию отправились итальянские поселенцы, понёсшие в дальнейшем большие потери в ходе Национально-освободительная войны (1923—1932).

### Возвышение Японии
Начиная с 1860-х годов Япония быстро модернизировалась по западному образцу, развивая промышленность, бюрократию, институты и военный потенциал, обеспечившие базу для имперской экспансии в Корею, Китай, Тайвань и острова на юге. Наблюдая агрессивную политику западного империализма, Япония поставила перед собой задачу взятия под свой контроль соседних территорий (Окинава, Формоза). Желание Японии контролировать Тайвань, Корею и Маньчжурию привело к японско-китайской войне (1894—1895) и русско-японской войне (1904—1905).
Последствия этих двух войн:
- Япония стала первой в мире восточной современной имперской державой (война с Китаем)
- война с Россией доказала, что западная держава может быть побеждена восточным государством
- Япония стала доминирующей державой на Дальнем Востоке со сферой влияния, простирающейся на южную Маньчжурию и Корею, которая позже была формально аннексирована как часть Японской империи (1910).

#### Окинава
Остров Окинава является крупнейшим из островов архипелага Рюкю и с конца XIV века платил дань Китаю. Япония взяла под свой контроль всю цепь островов Рюкю в 1609 году и, в 1879 году, была создана, вместо государства Рюкю, японская префектура Окинава.

#### Война с Китаем
Трения между Китаем и Японией возникли в 1870-х годах из-за островов Рюкю, соперничества за политическое влияние в Корее и торговых вопросов. Япония легко победила Китай в Первой китайско-японской войне (1894—1895). Японские солдаты уничтожили китайцев после захвата Порт-Артура.
Согласно Симоносекскому договору (1895):
- Китай признал независимость Кореи
- Японии достались бывшие ранее китайскими Тайвань , острова Пэнху и Ляодунский полуостров
- Китай был обязан выплатить Японии военную контрибуцию в размере 200 миллионов серебряных таэлей, открыть пять новых портов для международной торговли, открыть заводы в этих портах.

Однако Россия, Франция и Германия сочли Симоносекский договор невыгодным для себя и в ходе Тройственной интервенции вынудили Японию вернуть Ляодунский полуостров в обмен на большую компенсацию.
Единственным положительным результатом для Китая стала последующая индустриализация благодаря построенным заводам, с выделением местного класса предпринимателей и квалифицированных механиков.

#### Тайвань
На острове Тайвань (Формоза) проживало коренное население, когда в 1623 году прибыли голландские торговцы, нуждавшиеся в азиатской базе для торговли с Японией и Китаем. Голландская Ост-Индская компания построила форт Зеландия. Китай взял Тайвань под свой контроль в 1660-х годах. Остров стали заселять поселенцы, к 1890-м годам на острове насчитывалось около 2,3 миллиона ханьцев и 200 тыс. коренных жителей. После поражения китайцев в Первой китайско-японской войне (1894—1895), по мирному договору, остров отошёл Японии, став её первой колонией.
Япония рассчитывала на тайваньские плодородные сельскохозяйственные угодья. К 1905 году Тайвань производил рис и сахар и окупал себя с небольшой прибылью. Зато Япония стала первой неевропейской страной, имеющей современную колонию. Конечной целью было продвижение японского языка и культуры взамен китайской культуры жителей. Были открыты школы, медицинские учреждения были модернизированы, а уровень смертности снизился, при этом Тайвань стал полицейским государством. В отличие от других колоний, Формоза должна была в конечном итоге быть присоединена к метрополии Японии, а Тайвань имел места в Палате пэров. Когда Япония сдалась союзникам в 1945 году, она была лишена своих колоний, а Тайвань был возвращен Китаю после более чем пятидесяти лет японского управления.

#### Победа Японии над Россией (1904—1905)
Западными державами (включая Россию) был пересмотрен Симоносекский договор. Тем не менее в Ихэтуаньском восстании (1899—1901) Япония и Россия выступали как союзники, сражающиеся вместе против китайцев, при этом русские играли ведущую роль на поле боя. В 1890-х годах интересы Японии были нарушены посягательством России на создание японской сферы влияния в Корее и Маньчжурии. Россия потребовала создания нейтральной буферной зоны в Корее к северу от 39-й параллели. Поэтому Япония решила начать войну, чтобы остановить предполагаемую российскую угрозу её планам экспансии в Азию. Императорский флот Японии разгромил российский Восточный флот в Порт-Артуре. Николай II боролся за сохранение достоинства России, предотвращая «унизительный мир», но полная победа японских военных изменила баланс сил в Восточной Азии. Это была первая крупная военная победа азиатской державы над европейской в современную эпоху.

#### Корея
После победы Японии в русско-японской войне, Корея попала в сферу влияния Японии в качестве протектората согласно японо-корейскому договору (1905). Договор 1907 года сократил суверенитет Кореи, а Договор об аннексии (1910) официально присоединил Корею к Японии.

### Разделение Китая

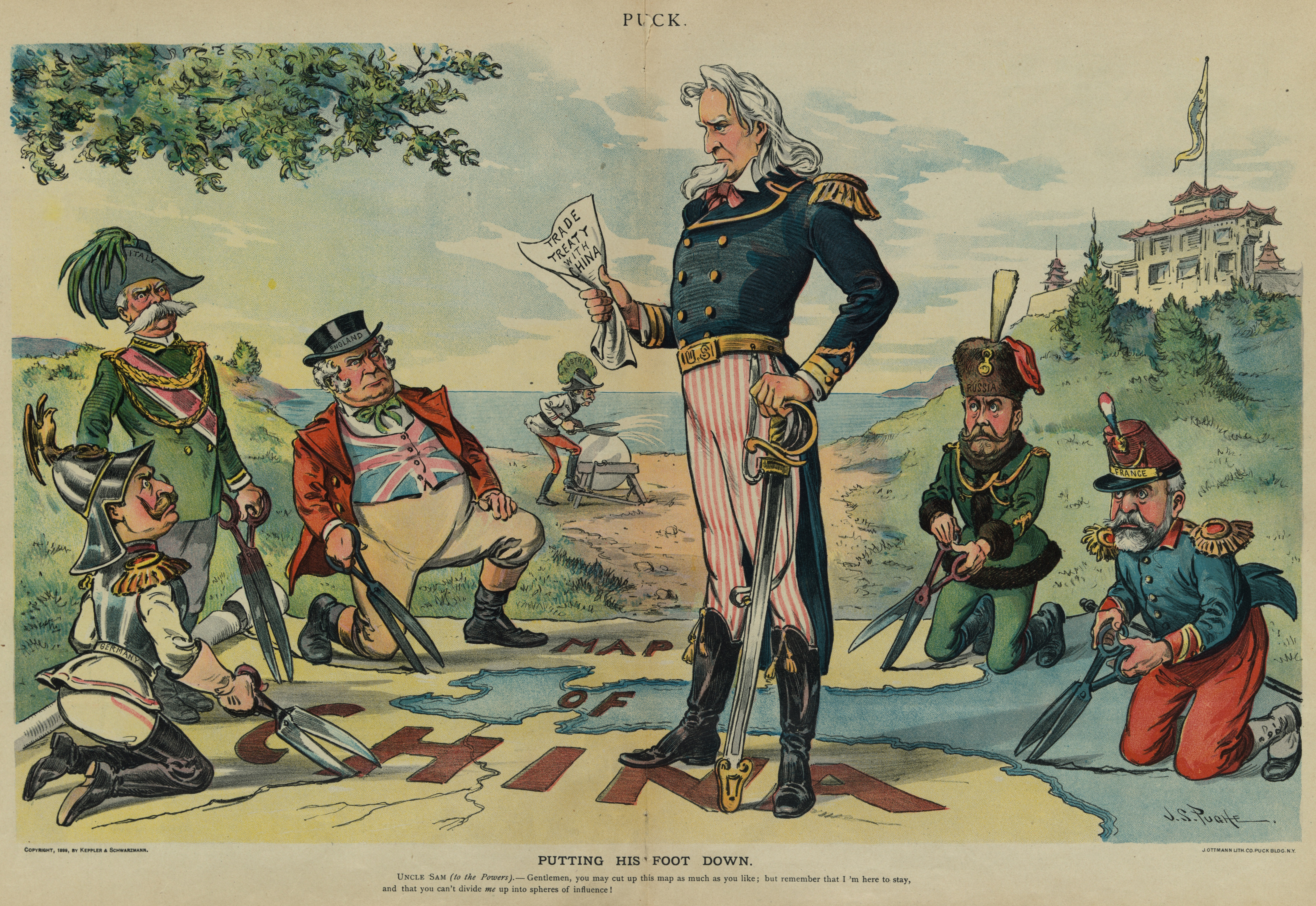
«Поставить свою ногу»: дядя Сэм (Соединённые Штаты) в 1899 году требует «открытой двери», в то время как крупные державы планируют поделить Китай на части; Германию, Италию, Англию, Австрию, Россию и Францию представляют Вильгельм II, Умберто I, Джон Буль, Франц Иосиф I (сзади), дядя Сэм, Николай II и Эмиль Лубе. Удар, 23 августа 1899 г., автор Дж. С. Пью.

С середины XIX века до 1920-х годов Китай номинально оставался единой страной, но некоторые портовые города и прилегающие к ним территории были под контролем европейских держав и Японии согласно принципу экстерриториальности после серии неравных договоров.
В 1899—1900 годах Соединённые Штаты добились международного признания политики открытых дверей, согласно которой все страны имели доступ к китайским портам.

### Британская политика

#### Империализм свободной торговли
В 1850-х годах Великобритания, кроме контроля над колониями, приобрела огромную власть в экономических и финансовых делах во многих независимых странах, особенно в Латинской Америке и Азии. Она давала деньги в долг, строила железные дороги и развивала торговлю. Большая Лондонская выставка 1851 года продемонстрировала доминирование Великобритании в технике, коммуникациях и промышленности. Подъём Соединённых Штатов и Германии последовал лишь в 1890-х годах.

#### Блестящая изоляция
Министр иностранных дел и премьер-министр Великобритании (1885—1902) лорд Солсбери проводил политику блестящей изоляции, при которой у Великобритании не было официальных союзников. Он курировал раздел Африки, превращение Германии и Соединённых Штатов в имперские державы и перенос британского внимания с Дарданелл на Суэц. Уже с 1890-х годов правительство Великобритании стало считать политику „блестящей изоляции“ все менее великолепной», особенно после того, как Франция вышла из изоляции и заключила союз с Россией.

#### Политика в отношении Германии
Кайзер Германии Вильгельм II, вмешавшись в дела Африки и поддержав буров, испортил отношения с Великобританией.
Главным достижением стал Занзибарский договор (1890), согласно которому Германия отказалась от своей небольшой колонии Занзибар в Африке и приобрела острова Гельголанд недалеко от Гамбурга, которые были необходимы для безопасности немецких портов. Англо-германская гонка военно-морских вооружений усилила напряженность в 1880—1910-х годах.

#### Раскол Либеральной партии из-за политики империализма
Политика Либеральной партии после 1880 года была сформирована Уильямом Гладстоном, который неоднократно критиковал политику империализма Дизраэли. Консерваторы гордились своей политикой империализма и были популярны среди избирателей. Поколение спустя фракция меньшинства либералов стала активными либеральными империалистами. Вторая англо-бурская война (1899—1902) велась Великобританией против двух независимых бурских республик — Оранжевого Свободного государства и Южно-Африканской Республики. Буры проиграли и были поглощены Британской империей. Война резко разделила либералов, причем фракция большинства осудила империализм. Джозеф Чемберлен и его последователи порвали с Либеральной партией и заключили союз с консерваторами для продвижения политики империализма.

## Восточный вопрос

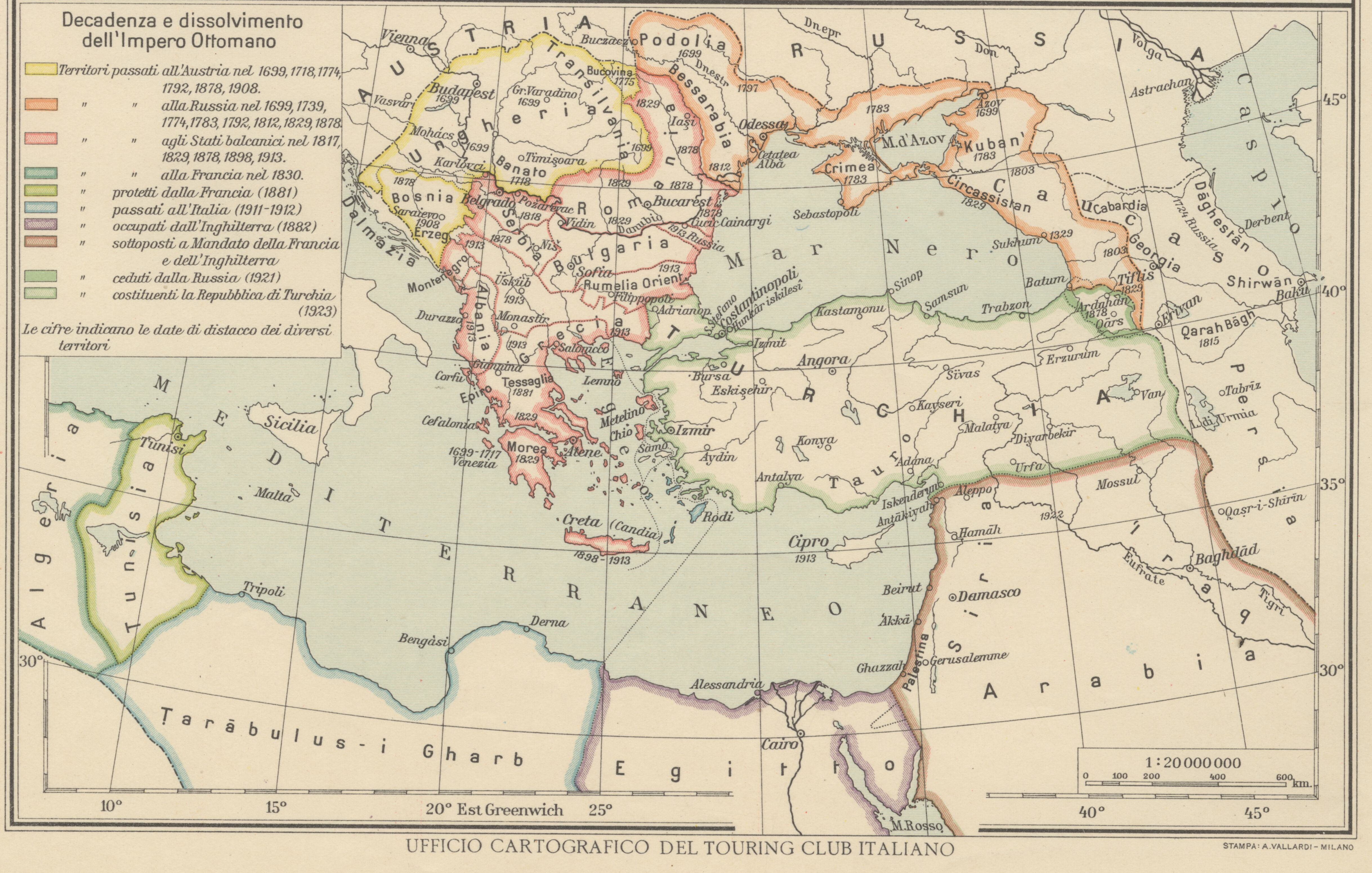
Карта постепенной утраты территорий Османской империей с конца XVII до начала XX века (на итальянском)

Восточный вопрос (1870—1914) представлял собой вопрос, связанный с риском нарушения баланса сил из-за распада Османской империи. Рост национализма среди христианских этнических групп на Балканах, особенно при поддержке Сербии, мог привести к серьёзной конфронтации между Австро-Венгрией и Россией, а также между Россией и Великобританией. Так как Россия хотела контроля над Константинополем в проливах, соединяющих Чёрное море со Средиземным, поэтому Британия поддерживала Османскую империю, сдерживая российскую экспансию. Однако в 1876 году Уильям Гладстон акцентировал внимание на зверствах Османской империи по отношению к христианам Болгарии. Нападения Османской империи на армян и еврейские погромы в России, привлекли внимание общественности по всей Европе и уменьшили шансы на тихий компромисс. Тем не менее каждая из стран уделяла пристальное внимание собственным долгосрочным интересам.

#### Османская империя (Турция)
Османская империя находилась под сильным давлением националистических движений христианского населения и отставала от современных технологий. После 1900 года вырос национализм большей части арабского населения. Египет, хотя номинально все ещё входил в состав Османской империи, был независимым в течение столетия. Появились турецкие националисты, и младотурецкое движение, враждебное ко всем другим национальностям и немусульманам. Войны обычно заканчивались поражениями Осмнской империи, от неё отсоединились, став полунезависимыми, Греция, Сербия, Черногория, Болгария, Румыния, Босния и Албания.

#### Австро-Венгерская империя
Австро-Венгерская империя, со штаб-квартирой в Вене, была преимущественно сельским, бедным и мультикультурным государством, управляемым династией Габсбургов. Националистические движения быстро росли:
- венгры, сохранившие свой отдельный статус в составе Габсбургской монархии согласно Австро-Венгерскому соглашению(1867), были самыми могущественными
- Немецкие националисты, особенно в Судетской области (часть Богемии), ориентировались на Берлин в новой Германской империи[213]

При этом немецкоязычные австрийцы, компактно проживающие вокруг Вены, не требовали независимого государства и занимали большинство высоких военных и дипломатических должностей в Империи.
Главным врагом, из-за её собственной экспансионистской политики в отношении славянских и православных территорий, была Россия, а также славянские и националистические группы внутри Империи (особенно в Боснии и Герцеговине) и в соседней Сербии.Хотя у Австрии, Германии и Италии был оборонительный Тройственный союз, входящая в него Италия была недовольна и хотела получить кусок территории, контролируемой Веной.
Премьер-министр Венгрии и министр иностранных дел Австро-Венгрии (1871—1879) Дьюла Андраши направил фокус внешней политики на расширение Империи в Юго-Восточную Европу при поддержке Великобритании и Германии и без отчуждения Турции.
В начале XX века, в 1906—1912 годах, внешнюю политику Австрии определял министр иностранных дел граф Эренталь. Он был глубоко убежден в невозможности объединения славянских меньшинств и в том, что Балканский союз не нанесёт Австрии никакого ущерба. В 1912 году он отклонил предложение Османской империи о союзе, в который входили бы Австрия, Турция и Румыния. Его политика оттолкнула болгар, которые вместо этого обратились к России и Сербии. Хотя Австрия не собиралась предпринимать дополнительную экспансию на юг, Аэренталь поощрял спекуляции на этот счёт, ожидая, что это парализует балканские государства. Вместо этого оно побудило их к лихорадочной деятельности по созданию оборонительного блока, чтобы остановить Австрию. Таким образом, серия серьёзных просчетов на высшем уровне существенно усилила врагов Австрии.

#### Россия

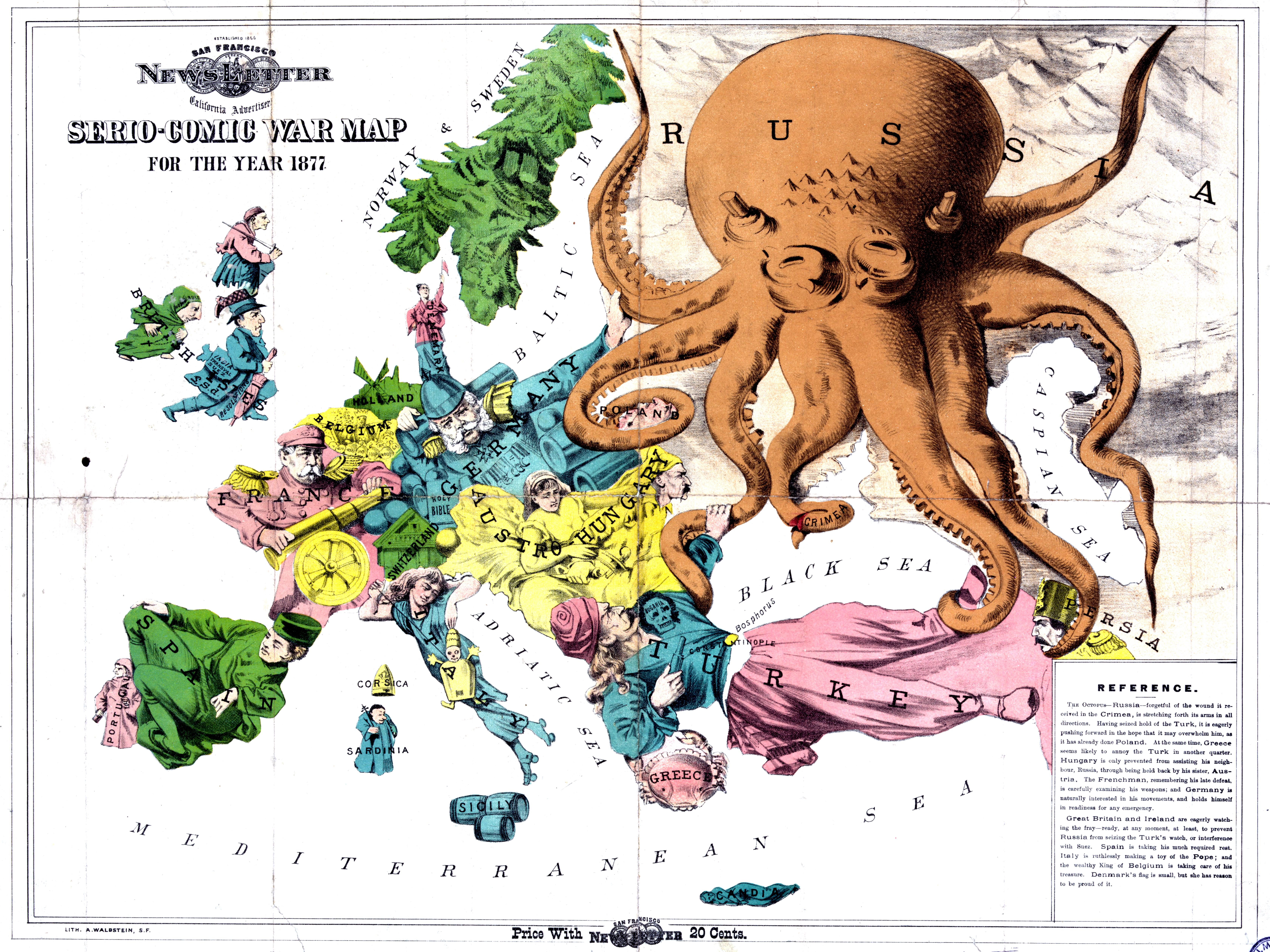
«Русская угроза: серьёзная комическая карта войны на 1877 год», английская карикатура 1877 года, изображающая Россию как осьминога, пожирающего соседние земли, особенно Османскую империю.

Россия набирала силу и хотела получить доступ к Средиземному морю, для чего требовался контроль над проливами и столицей Османской империи Константинополем. Рост славянского национализма на Балканах предоставлял России повод защитить славянских и православных христиан. Цели России поставили её в резкое противостояние Австро-Венгерской империей.

#### Сербия
Королевство Сербия преследовало несколько национальных целей:
- Сербские интеллектуалы мечтали о южнославянском государстве, которое в 1920-х годах стало Югославией
- Аннексия Боснии Австрией (1908) привела к росту напряжённости между сербами и правящими ими немцами Австрийской империи. Местью стало убийство австрийского наследника (1914)[219]
- Сербия остро нуждалась в доступе к Средиземному морю через Адриатическое море, чему препятствовала Австрия, помогая созданию Албании (1912). Австрия блокировала доступ к порту Черногории, главному союзнику Сербии, до тех пор, пока Сербия не приобрела Нови-Пазар и часть Македонии у Османской империи (1913). На юге Болгария заблокировала доступ Сербии к Эгейскому морю[220]

В результате победы Балканского союза, сформированного Сербией, Грецией, Черногорией и Болгарией, в войне с османами в 1912—1913 года, турки были изгнаны почти со всех Балкан. Австрия готова была начать войну из-за угроз панславизма и сербского национализма. Расширение Сербии грозило блокированием стремления Австрии и Германии к прямому железнодорожному сообщению с Константинополем и Ближним Востоком. Сербия полагалась в первую очередь на поддержку великих держав со стороны России, но Россия поначалу проявляла осторожность. Однако в 1914 году Россия изменила свою позицию, пообещав военную поддержку Сербии.

### Великий восточный кризис (1875—1878). Турция в состоянии войны с Сербией и Россией
В 1876 году Сербия и Черногория объявили войну Турции и потерпели сокрушительное поражение, особенно в битве при Алексинаце (1 сентября 1876 года). Брошюра Гладстона «The Bulgarian Horrors and the Question of the East» («Болгарские ужасы и Восточный вопрос») усложнила в Великобритании политику правительства Дизраэли по поддержке Турции против России. В августе 1877 года Россия объявила войну Турции и уверенно разгромила её армии. Британский флот прибыл в Константинополь слишком поздно. Между Россией и Турцией был подписан Сан-Стефанский мир, очень выгодный России, Сербии и Черногории, Румынии и Болгарии.

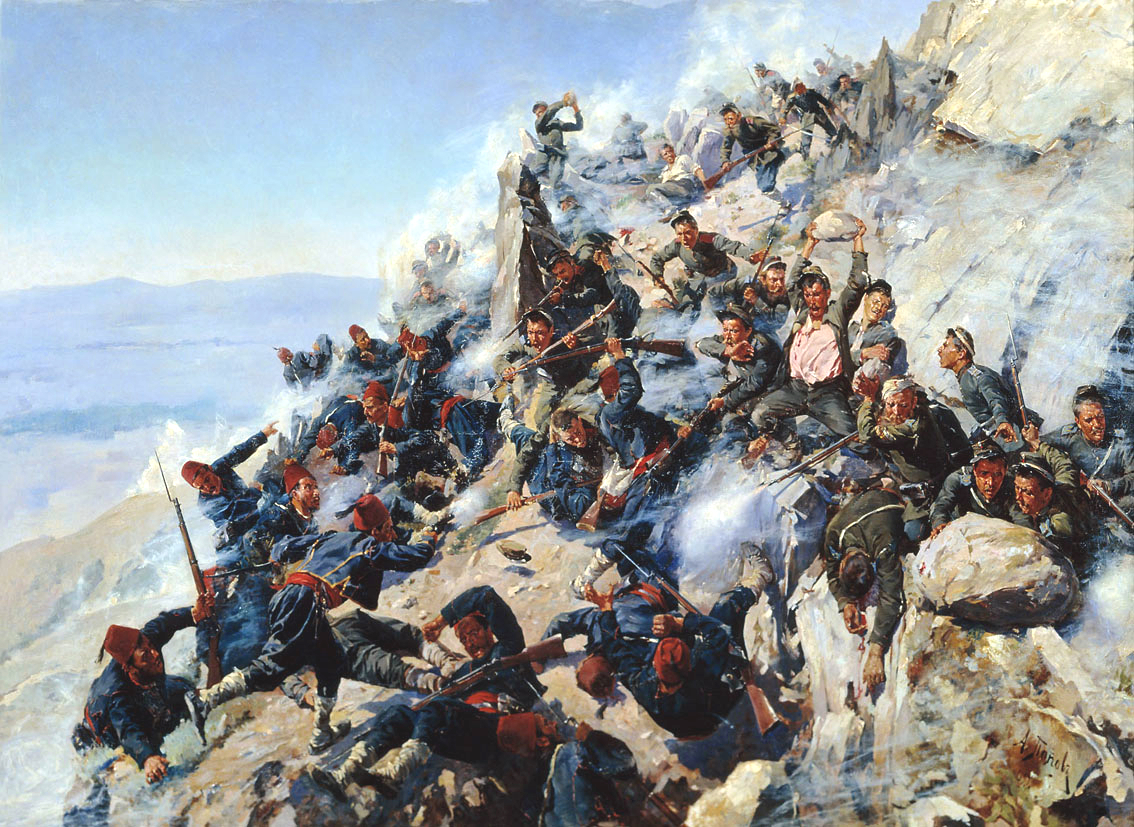
Русско-болгарская оборона перевала Шипка от турецких войск имела решающее значение для освобождения Болгарии.

### Берлинский конгресс
Великобритания, Франция и Австрия выступили против Сан-Стефанского договора, предоставившего России и Болгарии слишком большое влияние на Балканах. После многочисленных попыток на Берлинском конгрессе (1878) договор был пересмотрен. Канцлер Германии Отто фон Бисмарк председательствовал на конгрессе и способствовал достижению компромиссов, что положило конец прочным связям между Германией и Россией, они стали военными соперниками. Очевидная слабость Османской империи разожгла балканский национализм и побудила Вену стать крупным игроком в балканских отношениях. В 1879 году Бисмарк предпринял попытку укрепить новую расстановку сил, заключив союз между Германией и Австро-Венгрией.
Сохранение единства этнических групп не было приоритетом при проведении границ, что создавало новые разногласия между ними. Аннексия Боснии Австро-Венгрией (1908) вызвала гнев сербов. Боснийские сербы убили наследника австрийской короны Франца Фердинанда в 1914 году, что привело к Первой мировой войне.

### Права меньшинств
Берлинский договор (1878) защищал меньшинства на Балканах и в новых независимых государствах. В случаях Сербии, Черногории и Румынии их признание великими державами номинально зависело от обещания гарантий религиозных и гражданских свобод для местных религиозных меньшинств. При этом отсутствовал механизм защиты. Защита меньшинств была частью Версальского договора (1919) и стала приобретать всё большее значение лишь после Второй мировой войны.

### Британская политика
Британия оставалась в стороне от союзов в конце XIX века, обретя независимость благодаря своему островному расположению, доминирующему военно-морскому флоту, доминирующему положению в финансах и торговле, а также сильной промышленной базе. Она отвергла тарифы и практиковала свободную торговлю. Потеряв власть в Великобритании в 1874 году, лидер либералов Гладстон вернулся в центр внимания в 1876 году, призвав к моралистической внешней политике, в отличие от реализма своего консервативного противника Бенджамина Дизраэли. Этот вопрос провел партийную линию между либералами Гладстона (которые осуждали аморальных османов) и консерваторами Дизраэли (которые преуменьшали злодеяния и поддерживали Османскую империю в качестве противовеса российской власти). Дизраэли угрожал войной России по этому вопросу, и Гладстон утверждал, что он был неправ. Либеральное мнение было потрясено зверствами на Балканах, в частности, резней более 10 000 христианских болгар турецкими нерегулярными формированиями. Гладстон обвинил турок в совершении «отвратительных и зверских похотей… от которых мог бы почти покраснеть сам ад» и потребовал, чтобы они убрали с европейской земли «мешок с багажом». Его брошюра была продана ошеломляющим тиражом в 200 000 экземпляров.
Мидлотианская кампания (1880), в которой Гладстон обвинил правительство Дизраэли в финансовой некомпетентности, пренебрежении внутренним законодательством и неэффективном управлении иностранными делами, объединила его партию и позволила ему вернуться к власти.

### Немецкая политика, 1870—1890 гг.
Канцлер Бисмарк руководил внешней политикой Германии с 1870 года до своего увольнения в 1890 году. Его целью был мир в Европе, основанный на балансе сил, но с центральной ролью Германии. Германия имела самую сильную экономику в континентальной Европе и самую сильную армию. Бисмарк ясно дал понять всей Европе, что Германия не желает присоединять какие-либо территории в Европе. Опасаясь враждебных союзов Австрии, Франции и России Бисмарк решил объединиться с двумя из трех. В 1873 году Бисмарк сформировал «Союз трёх императоров» — союз кайзера Германии, царя России и императора Австро-Венгрии, что защитило Германию от войны с Францией. Три императора вместе могли контролировать Центральную и Восточную Европу, гарантируя, что поляки не смогут объединиться. Решение Бисмарка по Балканам заключалось в том, чтобы предоставить Австрии преобладание в западных областях, а России в восточных областях. Кайзер Вильгельм сверг Бисмарка в 1890 году и развил собственную агрессивную внешнюю политику, отвергнув союз с Россией, что привело к союзу России с Францией.

#### Кризис «Войны на виду» 1875 года
В период с 1873 по 1877 год Германия неоднократно вмешивалась во внутренние дела соседей Франции (Бельгии, Испании, Италии) , в самой Франции продвигала республиканизм путём стратегической и идеологической изоляции клерикально-монархического режима президента Патриса де Мак-Магона. Современная концепция сдерживания представляет собой полезную модель для понимания динамики этой политики.
Сдерживание почти вышло из-под контроля в 1875 году во время кризиса «Война на виду». Поводом для него послужила редакционная статья под названием «Krieg-in-Sicht» во влиятельной берлинской газете «Post». Немцы, встревоженные быстрым восстановлением Франции после поражения в 1871 году и её программой перевооружения, заговорили о начале превентивной войны. Великобритания и Россия ясно дали понять, что не потерпят превентивной войны. Бисмарк принял во внимание страх и тревогу соседних стран из-за быстро растущей мощи Германии и укрепился во мнении, что Германия должна действовать активно, чтобы сохранить мир в Европе, а не пассивно позволять событиям идти своим чередом.

### Союз России и Франции (1894—1914)
Центральным событием российской внешней политики был переход от Германии к Франции в связи с отказом Германии продлить договор перестраховки (1887) с Россией и отстранением Бисмарка от должности (1890). Это способствовало российской экспансии в Болгарию и проливы, что означало, что и Франция, и Россия остались без крупных союзников; Франция взяла на себя инициативу и финансировала экономическое развитие России. Россия, помня враждебное положение Франции в войне в Крыму, наполеоновское вторжение и опасность французской республиканской формы правления для царского самодержавия, не спешила заключать союз с Францией. Франция решила улучшить отношения с Россией, давая деньги, расширяя торговлю с Россией продажей военных кораблей после 1890 года. Немецкие банкиры прекратили кредитовать Россию, которая теперь всё больше зависела от парижских банков.
Согласно секретному договору (1894):
- Россия должна была выступить на стороне Франции в случае нападения на неё Германией
- в войне против Германии Франция обязывалась мобилизовать 1,3 миллиона человек, а Россия — от 700 000 до 800 000 человек
- если кто-либо из Тройственного союза (Германия, Австрия, Италия) мобилизовал свои резервы для подготовки к войне, то и Россия, и Франция должны были мобилизовать свои. «Мобилизация — это объявление войны», — сказал начальник французского штаба царю Александру III в 1892 году. «Мобилизоваться — значит обязать соседа сделать то же самое». Это положило начало июлю 1914 года[247][248].

Американский историк Джордж Кеннан возлагает на Россию главную ответственность за крах союзнической политики Бисмарка в Европе и начало скатывания к Первой мировой войне. Российская дипломатия при этом обвиняется в сосредоточении амбиций на Балканах. Россия вышла из «Союза трех императоров» Бисмарка (с Германией и Австрией) и вместо этого приняла предложение Франции о более тесных отношениях и военном союзе.

## Балканские кризисы (1908—1913)

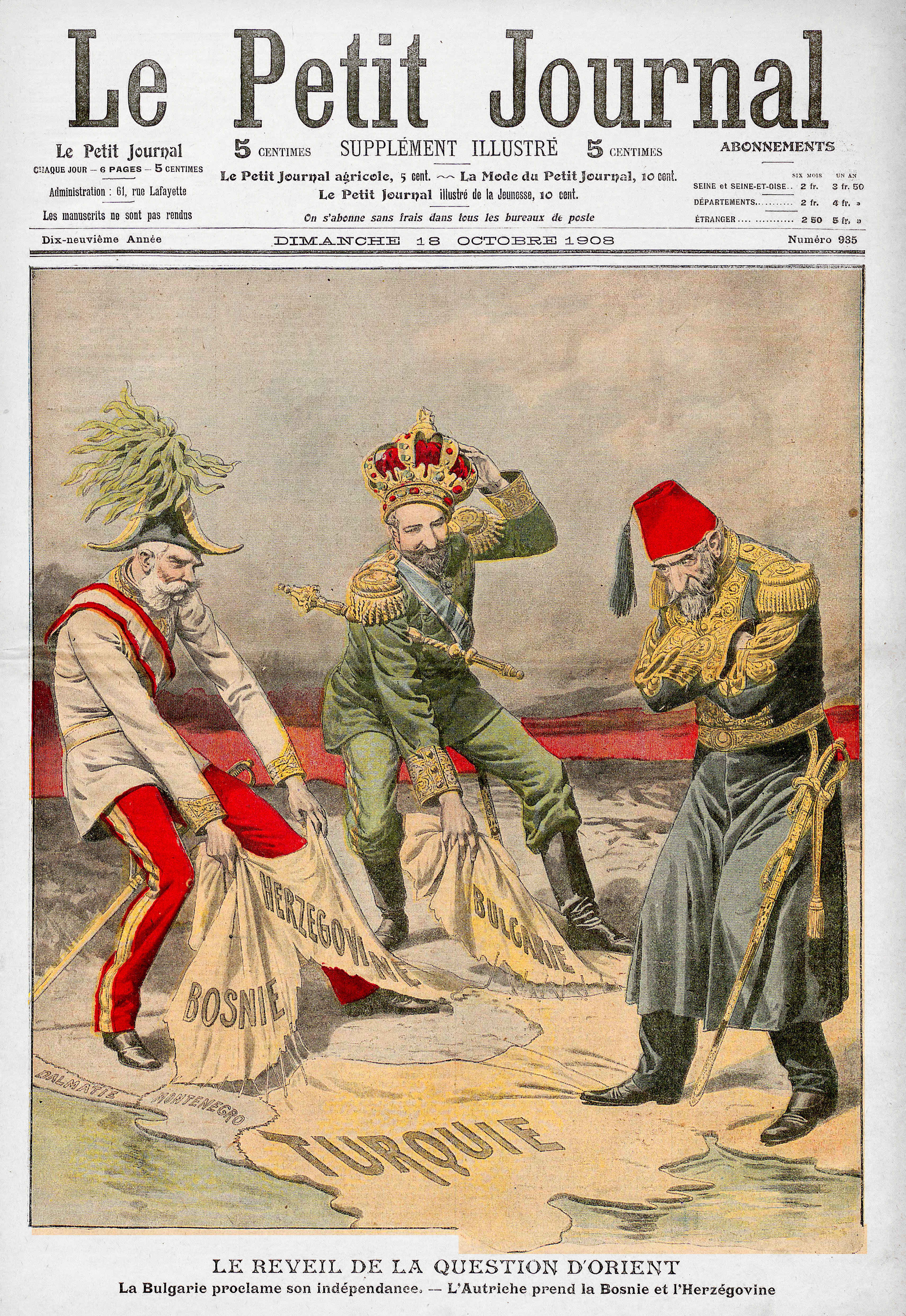
Обложка французского периодического издания Le Petit Journal, посвященного боснийскому кризису: Принц Болгарии Фердинанд провозглашает независимость и провозглашается царем, а австрийский император Франц Иосиф аннексирует Боснию и Герцеговину, а османский султан Абдул-Хамид II наблюдает за этим.

### Боснийский кризис(1908—1909)
Боснийский кризис (1908—1909) начался с Венской аннексии Боснии и Герцеговины (8 октября 1908), территории которых номинально принадлежали Османской империи, но были переданы под контроль Австро-Венгрии на Берлинском конгрессе (1878). Аннексия вызвала протесты со стороны всех великих держав, а также Сербии и Черногории. Кризис нанёс непоправимый ущерб отношениям между Австро-Венгрией, с одной стороны, и Сербией, Италией и Россией, с другой. В то время это казалось полной дипломатической победой Вены, но вызвало наращивание военной мощи России. В дальнейшем напряжённость в австрийско-сербских отношениях вызвала убийство Франца Фердинанда сербскими националистами (1914), что стало поводом к началу Первой мировой войны.

### Балканские войны
В 1912 и 1913 годах продолжающийся распад Османской империи ознаменовался двумя войнами на Балканах, ставшими прелюдией к Первой мировой войне.
К 1900 году национальные государства сформировались в Болгарии, Греции, Черногории и Сербии. В 1912 году эти страны образовали Балканский союз.
Существовали три основные причины Первой Балканской войны (1912):
- Османская империя не смогла справиться с растущим этническим национализмом среди её разнообразных народов
- Великие державы поссорились между собой и не смогли обеспечить проведение османами необходимых реформ. Это заставило балканские государства навязать свое собственное решение
- Страны Балканского союза были уверены, что смогут победить турок. Действительно, Константинополь потребовал переговоров после шести недель боев[252][253].

Первая Балканская война длилась семь месяцев и закончилась Лондонским договором (1912):
- После 500 лет контроля Османская империя потеряла практически все свои владения на Балканах
- Договором, навязанным великими державами, победившие балканские государства были недовольны.

Болгария была недовольна дележом добычи в Македонии, тайно произведенным её бывшими союзниками Сербией и Грецией и начала Вторую Балканскую войну. Сербская и греческая армии отразили болгарское наступление и контратаковали Болгарию, в то время как Румыния и Османская империя также напали на Болгарию и получили (или вернули себе) территории. В результате Бухарестского договора (1913) Болгария потеряла большую часть территорий, которые она получила в Первой Балканской войне.
Долгосрочным результатом стало:
- усиление напряженности на Балканах
- обострение отношений между Австрией и Сербией
- недовольство России препятствием Австрии и Германии в помощи Сербии
- недовольство Болгарии и Турции, заставившее их впоследствии присоединиться к Австрии и Германии в Первой мировой войне[254].

## Причины Первой мировой войны
Первая мировая война (1914—1918), разразившейся в Центральной Европе, началась из-за конфликтов и враждебности в течение четырёх десятилетий, предшествовавших войне. Милитаризм, союзы, империализм и этнический национализм сыграли важную роль. Однако непосредственные истоки войны лежали в решениях, принятых государственными деятелями и генералами во время кризиса 1914 года, который был вызван убийством эрцгерцога Франца Фердинанда (эрцгерцога Австро-Венгрии) сербской секретной организацией «Черная рука».

### Германия боится окружения
Берлин сосредоточился на предполагаемом заговоре своих врагов— вражеской коалиции России, Франции и Великобритании, становившейся всё сильнее в военном отношении, особенно Россия. Чем дольше Берлин ждал, тем меньше вероятность того, что он одержит победу в войне. Именно после неудачи в Марокко (1905) страх окружения стал мощным фактором в немецкой политике. Лишь немногие сторонние наблюдатели согласились с представлением о Германии как жертве преднамеренного окружения. Британскую точку зрения о том, что окружение было делом рук самой Германии выразил английский историк Тревельян:
- Германия оттолкнула Францию из-за Эльзаса-Лотарингии
- Россия была недовольна германской поддержкой антиславянской политики Австро-Венгрии на Балканах
- Англия была недовольна постройкой конкурирующего флота
- Германия, вместе с Австро-Венгрией, создала в самом сердце Европы военный блок, настолько мощный и в то же время настолько беспокойный, что у её соседей с каждой стороны не было иного выбора, кроме как стать вассалами или объединиться для защиты
- Центральное положение Германии в Европе было использовано ею, чтобы посеять страх у всех сторон для достижения германских дипломатических целей.

### Мобилизация армий
К 1870-м или 1880-м годам все крупные державы готовились к крупномасштабной войне:
- Великобритания наращивала Королевский флот, который уже был сильнее, чем два следующих флота вместе взятые
- Германия, Франция, Австрия, Италия и Россия, а также некоторые более мелкие страны ввели систему призыва, при которой молодые люди служили в армии от 1 до 3 лет, а затем проводили следующие 20 лет в резерве, проходя ежегодную летнюю подготовку. Офицерами становились мужчины с более высоким социальным статусом.[261]

Мобилизационные резервы можно было отправить в ключевые точки по железной дороге. Каждая страна накопила оружие и припасы для армии, которая исчислялась миллионами.
Армии стран:
- Германия (1874) — 420 тыс. человек и резерв 1,3 миллиона, к 1897 году — 545 тысяч человек, а резервы — 3,4 миллиона
- Франция (1897) — 3,4 миллиона резервистов
- Австрия (1897) — 2,6 миллиона в резерве
- Россия (1897) — 4,0 миллиона в резерве

К 1914 году различные национальные военные планы предусматривали решительное начало и короткую войну, хотя по эффективности Россия и Австрия отставали.

### Франция
После поражения 1871 года общество Франции было во власти реваншизма против Германии, особенно из-за потери Эльзаса и Лотарингии Картины, подчеркивающие унижение поражения, пользовались большим спросом, например, картины Альфонса де Невиля.
Хотя французские политики не были зациклены на мести, однако не могли игнорировать общественное требование возврата Эльзаса-Лотарингии, в то время, как общественное мнение в Германии не допускало возвращения. Поэтому Германия работала над изоляцией Франции, а Франция искала союзников против Германии, особенно России и Великобритании. В 1914 году главной группой французского общественного давления была Колониальная партия — коалиция из 50 организаций общей численностью 5 тыс. членов.
Франция, имевшая колонии в Азии, нашла в Японии возможного союзника и направляла военные миссии в 1872-1880, 1884—1889 и 1918—1919 годах для помощи в модернизации японской армии. Конфликты с Китаем из-за Индокитая достигли апогея во время китайско-французской войны (1884—1885). Адмирал Курбе уничтожил китайский флот, стоявший на якоре в Фучжоу. Договор, положивший конец войне, предоставил Франции протекторат над северным и центральным Вьетнамом, который она разделила на Тонкин и Аннам.
Внешняя политика Бисмарка успешно изолировала Францию от других великих держав. Но благодаря увольнению Бисмарка кайзером Вильгельмом, а перед этим разрыву секретных договоров Германии с Россией, а также отказу Германии от тесных связей с Великобританией, Франция стала новым партнёром России, вложив значительные средства в её экономическое развитие. В 1893 году Париж и Санкт-Петербург заключили союз. Франция больше не была изолирована, в то время как Германия становилась все более изолированной и имела только Австрию в серьёзных союзниках. Тройственный союз включал Германию, Австрию и Италию, но у Италии были серьёзные споры с Австрией, и она перешла на сторону противника, когда разразилась мировая война. Великобритания также двигалась к альянсам, отказавшись от политики блестящей изоляции. К 1903 году Франция урегулировала свои споры с Великобританией. После того, как Россия и Великобритания урегулировали свои споры по поводу Персии на Англо-русской конвенции (1907), путь для Тройственного согласия Франции, Великобритании и России был открыт. Оно составила основу союзников в Первой мировой войне.

#### Франко-русский союз
Франция была глубоко расколота между монархистами с одной стороны и республиканцами с другой. Франко-русский союз казался маловероятным, ведь Россия была бедной и неиндустриальной; чрезвычайно религиозной и авторитарной, без чувства демократии и свободы для своих народов, угнетала Польшу, ссылала и даже казнила политических либералов и радикалов. В то время, когда французские республиканцы сплотились вокруг дела Дрейфуса против антисемитизма во Франции, Россия была самым известным в мире центром антисемитских преступлений с крупномасштабными еврейскими погромами. С другой стороны, Францию всё больше разочаровывал успех Бисмарка в её дипломатической изоляции. У Франции были проблемы с Италией, которая была союзницей Германии и Австро-Венгрии в Тройственном союзе. После 1900 года возникла угроза войны между Францией и Германией из-за попытки Германии воспрепятствовать французской экспансии в Марокко. Великобритания все ещё находилась в режиме „блестящей изоляции“, и, после крупного соглашения с Германией в 1890 году казалась благосклонной к Берлину. Колониальные конфликты в Африке привели Великобританию и Францию к серьёзному кризису: Фашодский кризис (1898) года поставил Великобританию и Францию на грань войны. К 1892 году Россия была единственной возможностью для Франции вырваться из дипломатической изоляции. Россия перестала быть союзницей Германии: новый кайзер Вильгельм сверг Бисмарка в 1890 году, а в 1892 году разорвал „договор о перестраховании“ с Россией. Папа, возмущённый немецким антикатолицизмом, приложил дипломатические усилия, чтобы объединить Париж и Санкт-Петербург. Россия остро нуждалась в деньгах на железнодорожную инфраструктуру и портовые сооружения. Правительство Германии отказалось разрешить своим банкам кредитовать Россию, но французские банки охотно сделали это, профинансировав важную Транссибирскую магистраль. К 1895 году Франция и Россия образовали Франко-русский союз, Франция наконец-то вышла из дипломатической изоляции.
Продолжая попытки изолировать Германию, Франция подписала соглашение с Великобританией (1904) , Англо-русское соглашение (1907) году, которое стало Тройственным согласием. Париж и Лондон провели военную дискуссию на высоком уровне о координации совместной войны против Германии. К 1914 году Россия и Франция работали вместе, а Великобритания была достаточно враждебно настроена по отношению к Германии, чтобы присоединиться к ним, как только Германия вторглась в Бельгию.

#### Ухудшение англо-германских отношений (1880—1904)
В 1880-х годах отношения между Великобританией и Германией улучшились, поскольку ключевые политики, премьер-министр лорд Солсбери и канцлер Бисмарк, были реалистичными консерваторами. Однако Великобритания предпочитала находиться в так называемой „блестящей изоляции“. Тем не менее, ряд событий постепенно улучшал отношения между странами, но только до 1890 года, когда Бисмарк был уволен новым агрессивным кайзером Вильгельмом II.
В январе 1896 года германская телеграмма Крюгеру с поздравлением бурского президента Трансвааля Пауля Крюгера с отражением рейда Джеймсона вызвала напряжённость между Германией и Великобританией. Во Второй англо-бурской войне Германия симпатизировала бурам. В 1897 году адмирал Альфред фон Тирпиц начал преобразование немецкого военно-морского флота, сделав его конкурентом британскому, и призывая к созданию Riskflotte (Флота риска) в попытках изменить международный баланс сил в пользу Германии. В то же время министр иностранных дел Германии Бернхард фон Бюлов начал проводить новую политику Германии, претендующей на звание мировой державы (Weltpolitik). Германия намеревалась разрушить международный порядок. Лондон начал рассматривать Берлин как враждебную силу и перешёл к более дружеским отношениям с Францией.

#### Два кризиса в Марокко
Королевство Марокко на северо-западном побережье Африки было последней крупной территорией в Африке, не контролируемой колониальной державой. Когда малолетний султан Абд аль-Азиз умер, к 1900 году началась борьба за престол, страна погрузилась в локальные войны, многочисленные племенные восстания, произошло банкротство казначейства. Министр иностранных дел Франции Теофиль Делькассе увидел в этом возможность расширить французскую заморскую империю. Генерал Юбер Лиоте предлагал агрессивную военную политику, с использованием французской армии, базирующейся в Алжире. Британское одобрение на французскую экспансию в Марокко было получено в англо-французском соглашении (1904) Тогда кайзер Германии Вильгельм II посетил столицу Марокко Танжер, где произнес речь, требуя созвать международную конференцию для обеспечения независимости Марокко. Целью Германии во время Первого марокканского кризиса было повышение своего престижа. Историк Хизер Джонс утверждает, что использование Германией воинственной риторики было преднамеренной дипломатической уловкой (инсценировка драматических жестов, притворное разыгрывание угрозы войны с целью убедить другие европейские державы в важности консультаций с Германией). Франция не сочла необходимым сделать Двустороннее соглашение с Германией по Марокко. Тогда поддержка кайзером Вильгельмом I независимости Марокко превратилась в одночасье в международный „кризис“. Великобритания дала понять, что в случае нападения Германии на Францию вмешается на стороне Франции. Альхесирасская конференция (1906) положила конец кризису поражением Германии, Франция получила доминирующую роль в Марокко. Этот опыт значительно сблизил Лондон и Париж и создал презумпцию того, что они станут союзниками, если Германия нападет на кого-либо из них. Важным последствием стало усиление чувства разочарования и готовности к войне в Германии, в которой разочарование охватило большую часть германской прессы и большинство политических партий, за исключением либералов и социал-демократов левого толка. Пангерманский элемент набирал силу и осудил отступление своего правительства как измену, усиливая шовинистическую поддержку войны.
Во время Агадирского кризиса (1911) Франция применила силу, чтобы захватить бо́льший контроль над Марокко. Из-за этого министр иностранных дел Германии Альфред фон Кидерлен-Вехтер считал, что Германия имеет право на компенсацию в других частях Африки и поэтому угрожал оружием. Франция и Германия вскоре пришли к компромиссу. Однако британский кабинет был встревожен агрессивностью Германии по отношению к Франции. Дэвид Ллойд Джордж произнес драматическую речь, в которой осудил действия Германии как невыносимое унижение для Великобритании. Заговорили о войне, и Германия отступила. Отношения между Берлином и Лондоном оставались натянутыми.

### Англо-германское соперничество

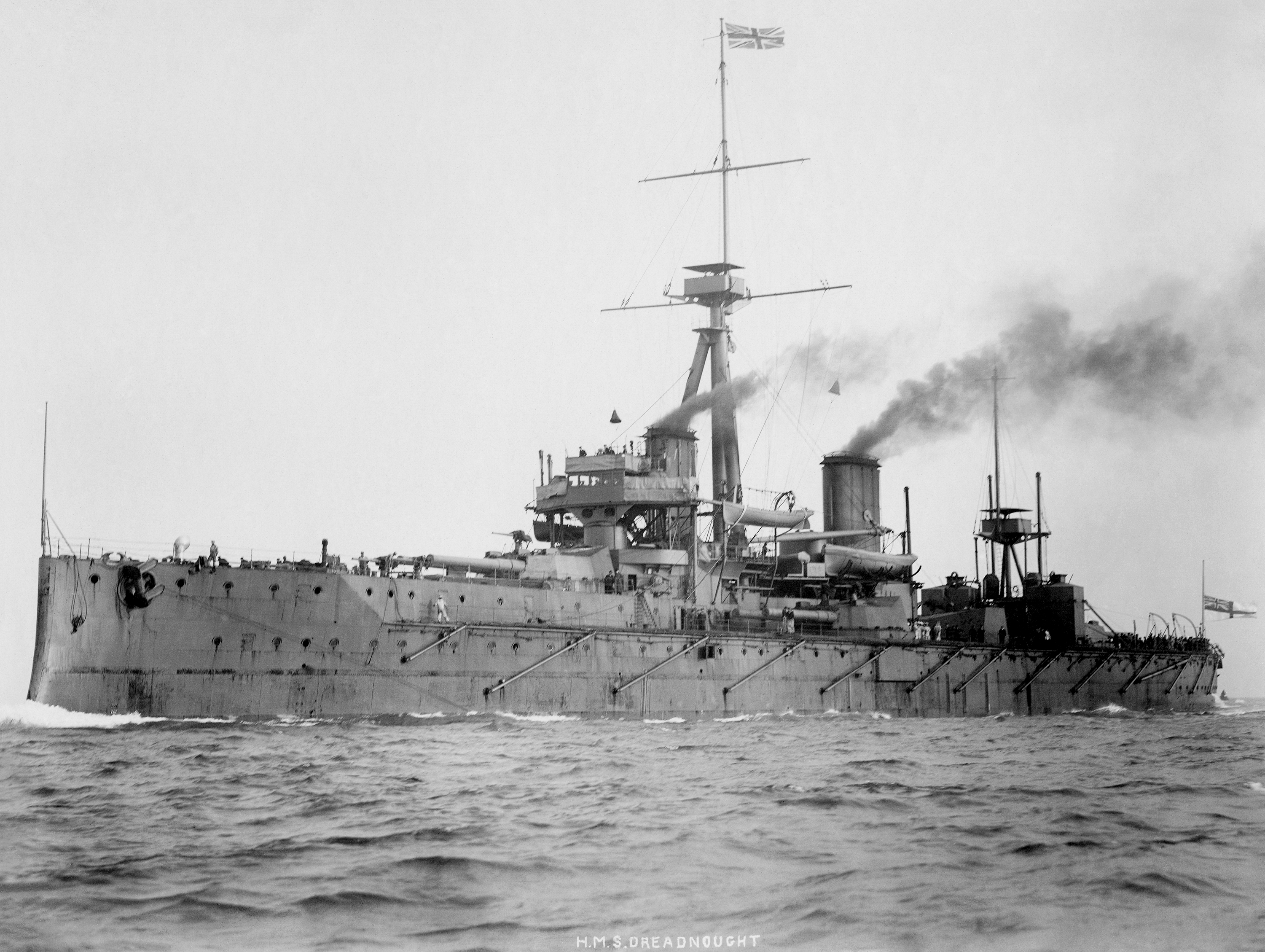
Британский „Дредноут“ (1906 г.) сделал все линкоры устаревшими, поскольку у него было десять дальнобойных 12-дюймовых больших орудий, механические компьютерные дальномеры, высокоскоростные турбинные двигатели, способные развивать скорость 21 узел, и броня толщиной 11 дюймов.

После 1805 года господство британского Королевского флота было неоспоримым; в 1890-х годах Германия решила последовать этому примеру. Гранд-адмирал Альфред фон Тирпиц определял военно-морскую политику Германии с 1897 по 1916 год. До образования Германской империи в 1871 году ни у Пруссии, ни у других немецких государств не было настоящего военно-морского флота. Тирпиц превратил скромный небольшой флот в конкурента британскому королевскому флоту. Британцы ответили революцией дредноутов и остались лидерами.
Императорский флот Германии не мог противостоять британцам в Первой мировой войне; Морское Ютландское сражение не прорвало блокаду германского побережья англичанами. Германия обратилась к подводной войне, пренебрегая Законами войны, по которым пассажиры и команда могли сесть в спасательные шлюпки, прежде чем корабль будет потоплен. В 1915 году немцами была потоплена „Лузитания“, США потребовали прекратить подводную войну, и Германия подчинилась. 

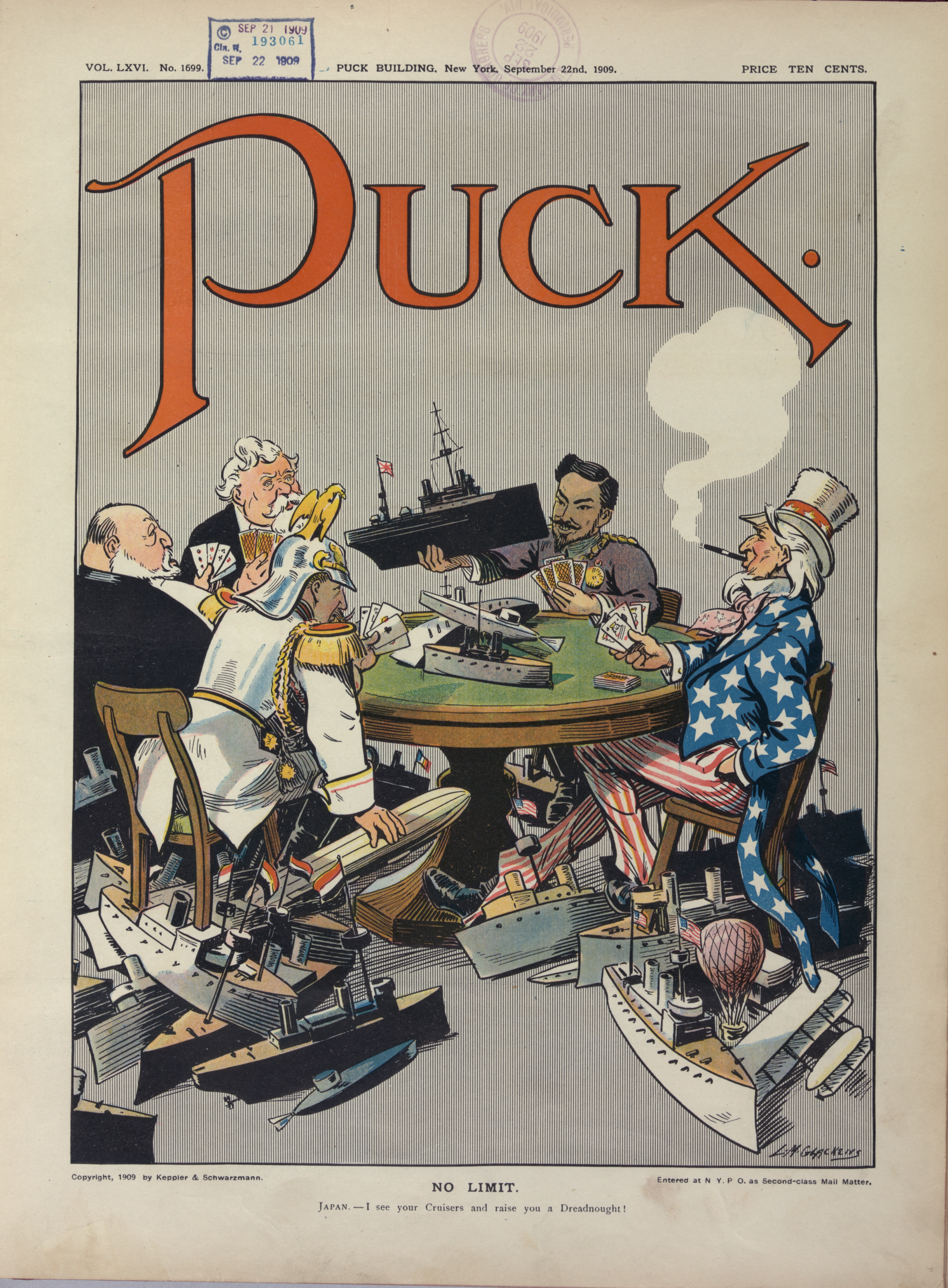
Карикатура (1909) в „Puck“. По часовой стрелке США, Германия, Великобритания, Франция и Япония участвуют в неограниченной подводной войне

Адмирал Хеннинг фон Хольцендорф (1853—1919), начальник штаба адмиралтейства, в начале 1917 года успешно возобновил атаки. Хотя немецкое командование осознавало, что возобновление неограниченной подводной войны означает войну с Соединёнными Штатами, но рассчитало, что американская мобилизация будет слишком медленной и поэтому не остановит победу Германии на Западном фронте.

## Первая мировая война

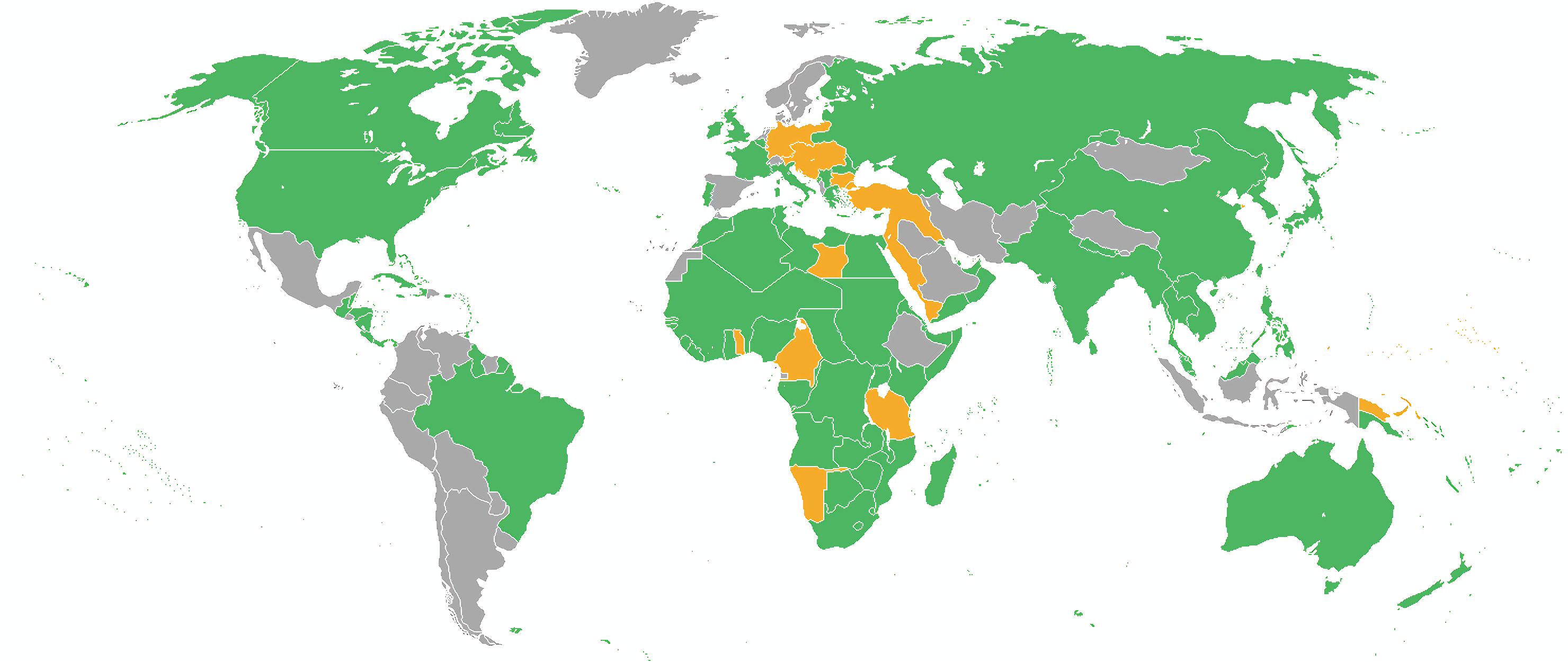
Участники Первой мировой войны. Те, кто сражается вместе с союзниками, обозначены зелёным цветом, Центральные державы — оранжевым, а нейтральные страны — серым.

Первая мировая война — глобальный конфликт (1914—1918), в котором центральные державы (Германия и Австро-Венгрия, к которым позже присоединились Османская империя и Болгария), сражались с „Антантой“ или „союзными“ державами, возглавляемыми Великобританией, Россией и Францией с 1914 года, к которым позже присоединилась Италия (1915), Румыния (1916). Соединённые Штаты, изначально нейтральные, в апреле 1917 года объявили войну Германии. США формально не присоединились к союзникам и вели переговоры о мире отдельно. Несмотря на победу над Румынией в 1916 году (хотя Румыния продолжала сражаться до мая 1918 года, а затем снова присоединилась к войне в ноябре 1918 года) и Россией в марте 1918 года, Центральные державы распались в ноябре 1918 года; и Германия приняла „перемирие“, которое на практике было полной капитуляцией.
В войне дипломатические усилия крупных держав были направлены на то, чтобы подтолкнуть нейтральные страны к вступлению в альянс в обмен на богатые территориальные награды. Великобритания, США и Германия потратили большие суммы на финансирование своих союзников. Пропагандистские кампании по поддержанию морального духа внутри страны и подрыву морального духа во вражеском лагере, особенно среди меньшинств, были приоритетом для крупных держав. Они также занимались подрывной деятельностью, субсидируя политические группы, пытающиеся свергнуть вражеский режим (большевиков в России в 1917 году). Одна и та же территория была обещана нескольким народам, особенно в Италии. Частично обвиняя в войне секретные договоры, президент Вильсон в своих „ Четырнадцати пунктах“ призвал к „открытым соглашениям, открыто заключенным“.

## 1919: Парижская мирная конференция и Версальский договор

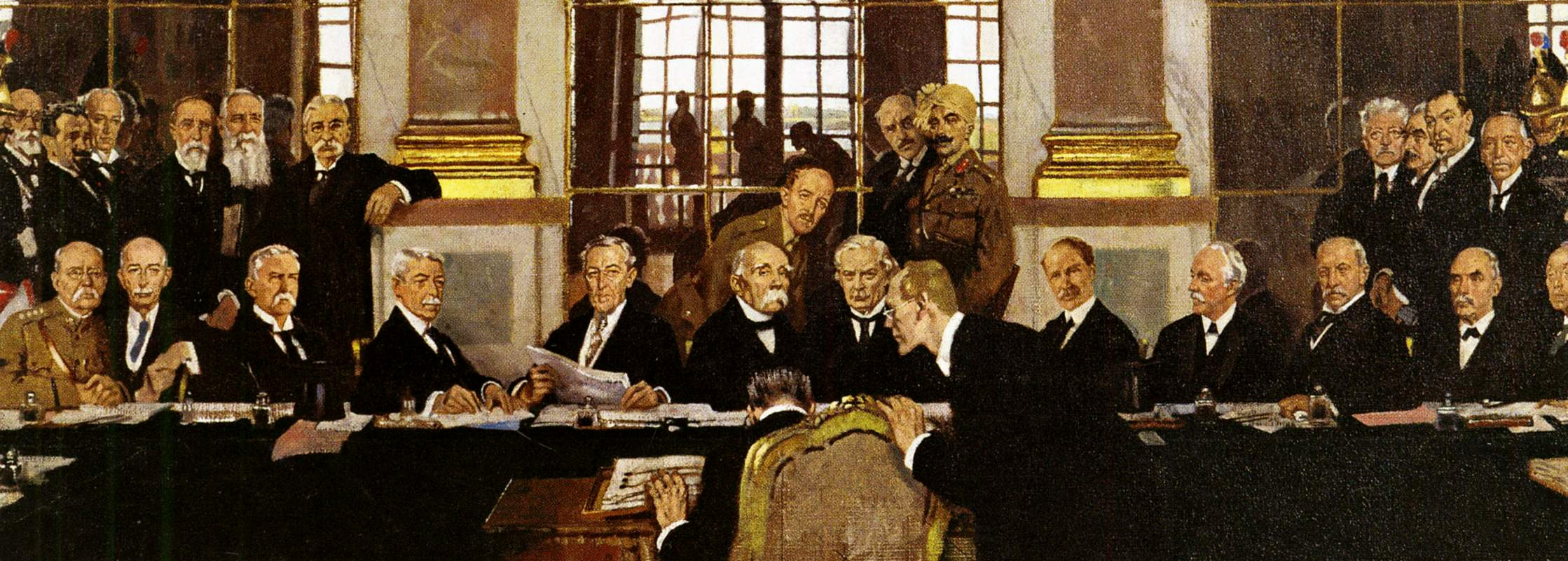
Фрагмент картины Уильяма Орпена „Подписание мира в Зеркальном зале Версаля, 28 июня 1919 года“, изображающий подписание мирного договора второстепенным немецким чиновником напротив представителей держав-победительниц.

Первая мировая война была урегулирована победителями на Парижской мирной конференции (1919). 27 стран прислали делегации, было много неправительственных групп, но побежденные державы не были приглашены.
В большую четверку вошли президент США Вудро Вильсон, премьер-министр Великобритании Дэвид Ллойд Джордж, французский премьер-министр Жорж Клемансо и премьер-министр Италии Витторио Орландо. В результате 145 неофициальных встреч были приняты все важные решения, которые, в свою очередь, были ратифицированы остальными.
Главными решениями были:
- создание Лиги Наций
- пять мирных договоров с побежденными врагами (в первую очередь Версальский договор с Германией)
- тяжёлые репарации, наложенные на Германию
- передача немецких и османских заморских владений в качестве мандатов Великобритании и Франции
- проведение новых национальных границ (иногда с помощью плебисцитов), чтобы лучше отражать силы национализма
- Вина за начало войны возлагалась (статья 231) на Германию и её союзников».

Германия выплатила лишь небольшую часть репараций, прежде чем они были приостановлены в 1931 году.

## Дальнейшее чтение

### Обзоры
- Morris, Richard B. and Graham W. Irwin, eds. Harper Encyclopedia of the Modern World: A Concise Reference History from 1760 to the Present (1970) online
- New Cambridge Modern History (13 vol 1957—1979), old but thorough coverage, mostly of Europe; strong on diplomacy
  - Bury, J. P. T. ed. The New Cambridge Modern History: Vol. 10: the Zenith of European Power, 1830-70 (1964) online
    - Craig, Gordon. «The System of Alliances and the Balance of Power.» in J.P.T. Bury, ed. The New Cambridge Modern History, Vol. 10: The Zenith of European Power, 1830-70 (1960) pp. 246–73.

  - Crawley, C. W., ed. The New Cambridge Modern History Volume IX War and Peace In An Age of Upheaval 1793—1830 (1965) online
  - H. C. Darby and H. Fullard The New Cambridge Modern History, Vol. 14: Atlas (1972)
  - Hinsley, F.H., ed. The New Cambridge Modern History, vol. 11, Material Progress and World-Wide Problems 1870—1898 (1979) online
  - Mowat, C. L., ed. The New Cambridge Modern History, Vol. 12: The Shifting Balance of World Forces, 1898—1945 (1968) online
- Abbenhuis, Maartje. An Age of Neutrals: Great Power Politics, 1815—1914 (Cambridge UP, 2014). 297 pp. On the role of neutrality online review
- Albrecht-Carrié, René. A Diplomatic History of Europe Since the Congress of Vienna (1958), 736 pp; basic survey; online
- Anderson, Frank Maloy, and Amos Shartle Hershey, eds. Handbook for the Diplomatic History of Europe, Asia, and Africa, 1870—1914 (1918), highly detailed summary prepared for use by the American delegation to the Paris peace conference of 1919. full text
- Bartlett, C. J. Peace, War and the European Powers, 1814—1914 (1996) brief overview 216pp
- Black, Jeremy. A History of Diplomacy (2010); Focus on how diplomats are organized
- Bridge, F. R. & Roger Bullen. The Great Powers and the European States System 1814—1914, 2nd Ed. (2005) online
- Dupuy, R. Ernest and Trevor N. Dupuy. The Harper Encyclopedia of Military History from 3500 B.C. to the Present (1983 and other editions), online
- Evans, Richard J. The Pursuit of Power: Europe 1815—1914 (2016), 934pp.
- Figes, Orlando. The Crimean War: A History (2011) excerpt and text search
- Gildea, Robert. Barricades and Borders: Europe 1800—1914 (Short Oxford History of the Modern World) (3rd ed. 2003) 544 pp excerpt and text search
- Gooch, Brison D. Europe in the nineteenth century: a history (1971).
- Gooch, G.P. History of Modern Europe: 1878—1919 (1923) online
- Haas, Mark L. The Ideological Origins of Great Power Politics, 1789—1989 (Cornell UP, 2005).
- Huber, Valeska. «Pandemics and the politics of difference: rewriting the history of internationalism through nineteenth-century cholera.» Journal of Global History 15.3 (2020): 394—407 online.
- Kennedy, Paul. The Rise and Fall of the Great Powers Economic Change and Military Conflict From 1500—2000 (1987), stress on economic and military factors
- Kissinger, Henry. Diplomacy (1995), 940 pp; not a memoir but an interpretive history of international diplomacy since the late 18th century online
- Langer, William L. An Encyclopedia of World History (5th ed. 1973); highly detailed outline of events online
- Langer, William L. European Alliances and Alignments 1870—1890 (1950); advanced history online
- Langer, William L. The Diplomacy of Imperialism 1890—1902 (1950); advanced history online
- Langer, William L. Political and social upheaval, 1832—1852 (1969) ch 10-14 online
- Mowat, R.B. A history of European diplomacy, 1815—1914 (1922) online
- Nelson, Scott Reynolds. Oceans of Grain: How American Wheat Remade the World (2022) excerpt
- Petrie, Charles. Diplomatic History, 1713—1933 (1946) online; detailed summary
- Ramm, Agatha. Grant and Temperley’s Europe in the Nineteenth Century 1789—1905 (7th ed. 2014) excerpt
  - Ramm, Agatha. Europe in the Twentieth Century 1905—1970 (1984) excerpt
- Rich, Norman. Great Power Diplomacy: 1814—1914 (1992), comprehensive survey
- Schroeder, Paul W. The Transformation of European Politics 1763—1848 (1994) 920 pp; advanced history and analysis of major diplomacy
- Schroeder, Paul W. «International Politics, Peace, and War, 1815—1914,» in T. C. W. Blanning, ed. The Nineteenth Century: Europe 1789—1914 (Oxford UP Press, 2000)
- Schulz, Matthias. «A Balancing Act: Domestic Pressures and International Systemic Constraints in the Foreign Policies of the Great Powers, 1848—1851.» German History 21.3 (2003): 319—346.
- Seaman, L.C.B. From Vienna to Versailles (1955) 216 pp; brief overview of diplomatic history
- Sontag, Raymond. European Diplomatic History: 1871—1932 (1933), basic summary; 425 pp online
- Taylor, A.J.P. The Struggle for Mastery in Europe 1848—1918 (1954) 638pp; advanced history and analysis of major diplomacy; online
- Taylor, A.J.P. «International Relations» in F.H. Hinsley, ed., The New Cambridge Modern History: XI: Material Progress and World-Wide Problems, 1870-98 (1962): 542-66.
- Upton, Emory. The Armies of Asia and Europe: Embracing Official Reports on the Armies of Japan, China, India, Persia, Italy, Russia, Austria, Germany, France, and England (1878). Online
- Watson, Adam. The Evolution of International Society: A Comparative Historical Analysis (2nd ed. 2009) excerpt

### Карты
- Banks, Arthur. A World Atlas Of Military History 1861—1945 (1988) pp. 29–94
- Cambridge Modern History Atlas (1912) online. 141 maps
- Catchpole, Brian. Map History of the Modern World (1982) pp. 2–32.
- Haywood, John. Atlas of world history (1997) online
- O’Brian, Patrick K. Atlas of World History (2007) Online
- Rand McNally Atlas of World History (1983), maps #76-81. Published in Britain as the Hamlyn Historical Atlas online
- Robertson, Charles Grant. An historical atlas of modern Europe from 1789 to 1922 with an historical and explanatory text (1922) online
- Taylor, George. A Sketch-map History of Europe, 1789—1914 (1936) pp. 32–65.

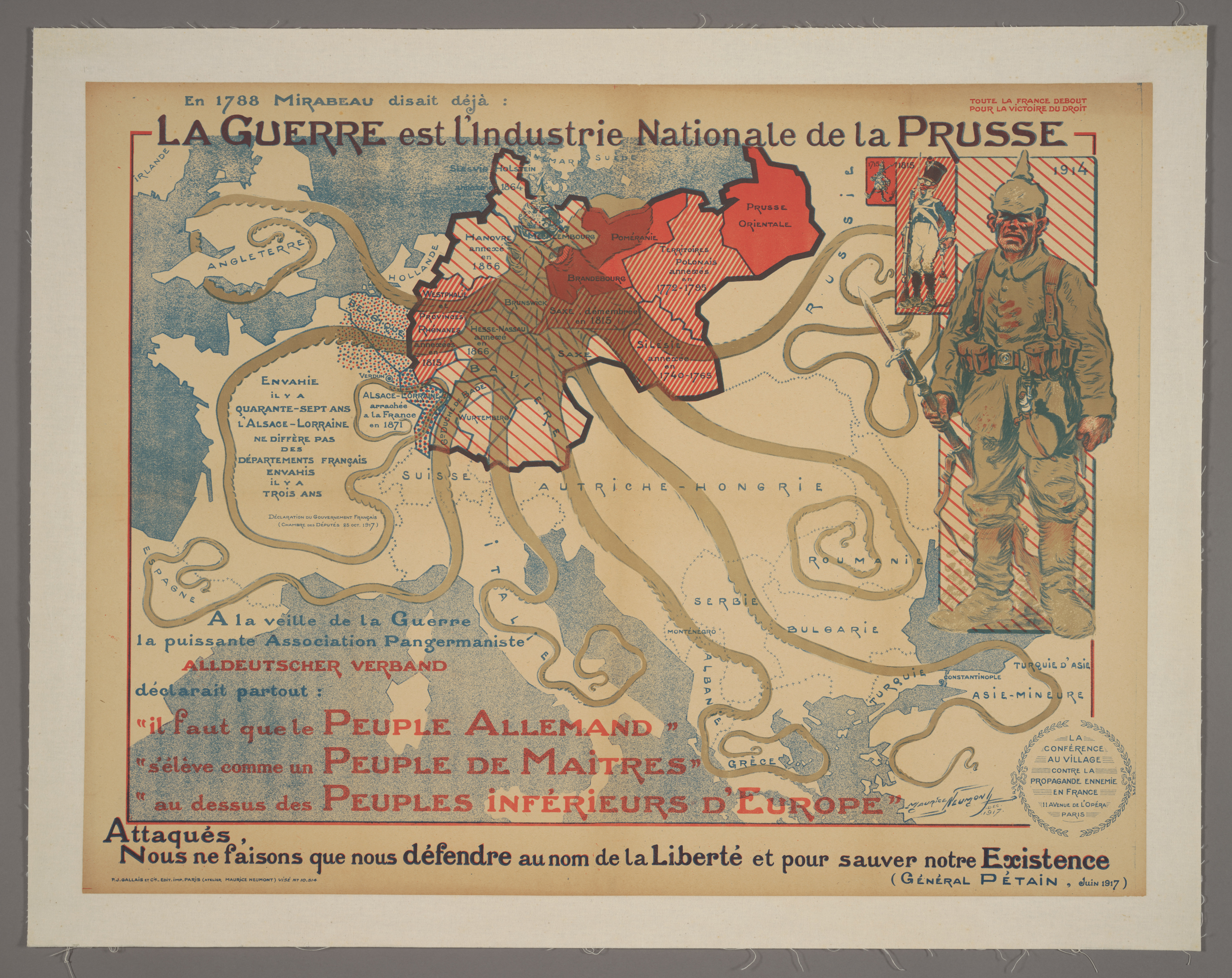
Французский пропагандистский плакат (1917). Пруссия в виде осьминога. Подписан цитатой XVIII века: «Даже в 1788 году Мирабо говорил, что война — это национальная промышленность Пруссии».

### Причины Первой мировой войны
- Clark, Christopher. The Sleepwalkers: How Europe Went to War in 1914 (2013) excerpt and text search; also online
  - Кларк К.[англ.] Сомнамбулы. Как Европа пришла к войне в 1914 году. / Пер. с англ. А. Снигирова; под научной редакцией М. Гершзона. — М.: Издательство Института Гайдара, 2024. — 692, [1] с. : ил. ISBN 978-5-93255-674-0
- Fay, Sidney B. The Origins of the World War (2 vols. 2nd ed. 1930). online
- Gooch, G.P. History of modern Europe, 1878—1919 (2nd ed. 1956) pp. 386–413. online, diplomatic history
- Gooch, G.P. Before the war: studies in diplomacy (vol 1 1936) online long chapters on Britain’s Landsdowne; France’s Théophile Delcassé; Germany’s Bernhard von Bülow pp. 187–284; Russia’s Alexander Izvolsky 285—365; and Austria' Aehrenthal pp. 366–438.
- Horne, John, ed. A Companion to World War I (2012) 38 topics essays by scholars
- Joll, James & Gordon Martel. The Origins of the First World War, 3rd ed. (2006) online 2000 edition
- Kennedy, Paul M., ed. The War Plans of the Great Powers, 1880—1914 (1979)
- Kramer, Alan. «Recent Historiography of the First World War — Part I», Journal of Modern European History (Feb. 2014) 12#1 pp. 5–27; «Recent Historiography of the First World War (Part II)», (May 2014) 12#2 pp. 155–74
- McDonough, Frank. The Origins of the First and Second World Wars (1997) textbook, 125 pp excerpt
- MacMillan, Margaret. The War That Ended Peace: The Road to 1914 (2013) CSPANJ discussion
- Mulligan, William. «The Trial Continues: New Directions in the Study of the Origins of the First World War.» English Historical Review (2014) 129#538 pp: 639-66.
- Neiberg, Michael S. Dance of the Furies: Europe and the Outbreak of World War I (2011), on public opinion
- Spender, J.A. Fifty years of Europe: a study in pre-war documents (1933) covers 1871 to 1914, 438 pp
- Stowell, Ellery Cory. The Diplomacy of the War of 1914 (1915) 728 pp online
- Tucker, Spencer, ed. European Powers in the First World War: An Encyclopedia (1999)

#### Первоисточники о начале Первой мировой войны
- Collins, Ross F. World War I: Primary Documents on Events from 1914 to 1919 (2007) excerpt and text search
- Gooch, G.P. and Harold Temperley, eds. British documents on the origins of the war, 1898—1914 (11 vol.) online
  - vol. 1 The end of British isolation — v.2. From the occupation of Kiao-Chau to the making of the Anglo-French entente Dec. 1897-Apr. 1904 -V.3. The testing of the Entente, 1904-6 — v.4. The Anglo-Russian rapprochement, 1903-7 — v.5. The Near East, 1903-9 — v.6. Anglo-German tension. Armaments and negotiation, 1907-12 — v. 7. The Agadir crisis — v. 8. Arbitration, neutrality and security — v. 9. The Balkan wars, pt. 1-2 — v.10, pt.1. The Near and Middle East on the eve of war. pt. 2. The last years of peace—v.11. The outbreak of war V.3. The testing of the Entente, 1904-6 — v.4. The Anglo-Russian rapprochement, 1903-7 — v.5. The Near East, 1903-9 — v.6. Anglo-German tension. Armaments and negotiation, 1907-12—v.7. The Agadir crisis—v.8. Arbitration, neutrality and security—v.9. The Balkan wars, pt.1-2 — v.10, pt.1. The Near and Middle East on the eve of war. pt.2. The last years of peace—v.11. The outbreak of war.
  - Gooch, G. P. and Harold Temperley, eds. British Documents on the Origins of the War 1898—1914 Volume XI, the Outbreak of War Foreign Office Documents (1926) online
- Lowe, C.J. and M.L. Dockrill, eds. The Mirage of Power: The Documents of British Foreign Policy 1914-22 (vol 3, 1972), pp 423–759
- Mombauer, Annika. The Origins of the First World War: Diplomatic and Military Documents (2013), 592pp;

### Дипломатия военного времени
- Stevenson, David. The First World War and International Politics (Oxford UP, 1988), thorough scholarly coverage
- Strachan, Hew. The First World War: Volume I: To Arms (Oxford UP, 2003).
- Tucker, Spencer, ed. The European Powers in the First World War: An Encyclopedia (1999).
- Zeman, Z.A.B. A Diplomatic History of the First World War (1971); also published as The gentleman negotiators: the diplomatic history of World War I (1971)

### Империализм
- Aldrich, Robert. Greater France: A History of French Overseas Expansion (1996)
- Baumgart, W. Imperialism: The Idea and Reality of British and French Colonial Expansion 1880—1914 (1982)
- Betts, Raymond F. Europe Overseas: Phases of Imperialism (1968) 206pp; basic survey
- Cady, John Frank. The Roots Of French Imperialism In Eastern Asia (1967)
- Chamberlain. M.E. The Scramble for Africa (4th ed 2014) online
- Conklin, Alice L. A Mission to Civilize: The Republican Idea of Empire in France and West Africa, 1895—1930 (1997)
- Hodge, Carl Cavanagh. Encyclopedia of the Age of Imperialism, 1800—1914 (2 vol., 2007)
- Manning, Patrick. Francophone Sub-Saharan Africa, 1880—1995 (1998) online
- Olson, James Stuart, ed. Historical Dictionary of European Imperialism (1991) excerpt
- Moon, Parker T. Imperialism and world politics (1926); 583pp; Wide-ranging historical survey; online
- Page, Melvin E. et al. eds. Colonialism: An International Social, Cultural, and Political Encyclopedia (2 vol 2003)
- Pakenham, Thomas. The Scramble for Africa: White Man’s Conquest of the Dark Continent from 1876—1912 (1992)
- Poddar, Prem, and Lars Jensen, eds., A historical companion to postcolonial literatures: Continental Europe and Its Empires (Edinburgh UP, 2008), excerpt also entire text online
- Stuchtey, Benedikt, ed. Colonialism and Imperialism, 1450—1950, European History Online, Mainz: Institute of European History, 2011
- U.S. Tariff Commission. Colonial tariff policies (1922) online; 922pp; worldwide coverage;

### Великобритания
- Bartlett, C.J. Defence and Diplomacy: Britain and the Great Powers 1815—1914 (1993) brief survey, 160pp
- Bourne, Kenneth. Foreign Policy of Victorian England, 1830—1902 (1970)
- Cain, P.J. and Hopkins, A.G. «The Political Economy of British Expansion Overseas 1750—1914», Economic History Review, (1980) 33#4 pp 463–90. in JSTOR
- Chamberlain, Muriel E. Pax Britannica?: British Foreign Policy 1789—1914 (1989)
- Charmley, John. Splendid Isolation?: Britain, the Balance of Power and the Origins of the First World War (1999), 528pp
- Gallagher, John and Robinson, Ronald. «The Imperialism of Free Trade», Economic History Review (1953) 6#1 pp 1–15.
- Goodlad, Graham D. British Foreign and Imperial Policy 1865—1919 (1999) excerpt and text search
- Hyam, Ronald. Britain’s Imperial Century 1815—1914: A Study of Empire and Expansion (3rd ed. 2002) excerpt and text search
- Lowe, C.J. The reluctant imperialists: British foreign policy, 1878—1902 (1969) 257pp plus 150 pp of documents
- Lowe, C.J. and M. L. Dockrill. Mirage of Power: British Foreign Policy 1902-14 (v 1, 1972); Mirage of Power: British Foreign Policy 1914-22 (v. 2, 1972); analytic history
- Lowe, John. Britain and Foreign Affairs 1815—1885: Europe and Overseas (1998) excerpt and text search
- Mulligan, William, and Brendan Simms, eds. The Primacy of Foreign Policy in British History, 1660—2000(Palgrave Macmillan; 2011) 345 pages
- Olson, James S. and Robert S. Shadle, eds. Historical Dictionary of the British Empire (1996)
- Pribram, A.F. England and the International Policy of the European Great Powers, 1871—1914 (1931) online
- The Cambridge History of the British Empire / Rose, John Holland. — Cambridge UP, 1929. — P. 10ff.
- Seligmann, Matthew S. «Failing to Prepare for the Great War? The Absence of Grand Strategy in British War Planning before 1914» War in History (2017) 24#4 414-37.
- Seton-Watson, R.W. Britain in Europe (1789—1914): A Survey of Foreign Policy (1937) online
- Steiner, Zara. Britain and the Origins of the First World War (1977).
- Temperley, Harold W. V. England and the Near East: The Crimea (1936) online
- Ward, A.W. and G.P. Gooch, eds. The Cambridge History of British Foreign Policy, 1783—1919 (3 vol, 1921-23), old detailed classic; vol 1, 1783—1815 ; vol 2, 1815—1866; vol 3. 1866—1919
- Webster, Charles. The Foreign Policy of Palmerston (1951)
- Weigall, David. Britain and the World, 1815—1986: A Dictionary of International relations (1989)
- Winks, Robin W., ed. The Oxford History of the British Empire — Vol. 5: Historiography (1999)

#### Первоисточники для Великобритании
- Lowe, C.J. and M. L. Dockrill, eds. Mirage of Power: volume 3: The Documents: British Foreign Policy 1902-22 (1972); 350pp
- Wiener, Joel H. ed. Great Britain: Foreign Policy and the Span of Empire, 1689—1971: A Documentary History (4 vol 1972)

### Франция
- Adamthwaite, Anthony. Grandeur and Misery: France’s bid for power in Europe, 1914—1940 (A&C Black, 2014).
- Fryer, W. R. «The Republic and the Iron Chancellor: the Pattern of Franco-German Relations, 1871—1890.» Transactions of the Royal Historical Society 29 (1979): 169—185.
- Gooch, G.P. Franco-German Relations 1871—1914 (1923) online
- Greisman, Harvey Clark. «The enemy concept in Franco-German relations, 1870—1914.» History of European Ideas 19.1-3 (1994): 41-46. online
- Hewitson, Mark. «Germany and France before the First World War: a reassessment of Wilhelmine foreign policy.» English Historical Review 115.462 (2000): 570—606.
- Hutton, Patrick H. et al. eds. Historical Dictionary of the Third French Republic, 1870—1940 (2 vol 1986)
- Jardin, Andre, and Andre-Jean Tudesq. Restoration and Reaction 1815—1848 (The Cambridge History of Modern France) (1988)
- Keiger, J.F.V. France and the World since 1870 (2001); 261pp; topical approach emphasizing national security, intelligence & relations with major powers
- Keiger, John. France and the Origins of the First World War (1985)
- Langer, William L. The Franco-Russian alliance, 1880—1894 (1929)
- Mayeur, Jean-Marie, and Madeleine Rebirioux. The Third Republic from its Origins to the Great War, 1871—1914 (The Cambridge History of Modern France) (1988) excerpt and text search
- Nere, J. The Foreign Policy of France from 1914 to 1945 (2001)
- Stuart, Graham Henry. French Foreign Policy from Fashoda to Serajevo (1898—1914) (1921). online
- Wetzel, David. A Duel of Giants: Bismarck, Napoleon III, and the Origins of the Franco-Prussian War (2003)

### Германия и Австрия
- Brandenburg, Erich. From Bismarck to the World War: A History of German Foreign Policy 1870—1914 (1933) ; online
- Bridge, F.R. From Sadowa to Sarajevo: The Foreign Policy of Austria-Hungary 1866—1914 (1972; reprint 2016) online review; excerpt
- Brose, Eric Dorn. German History, 1789—1871: From the Holy Roman Empire to the Bismarckian Reich. (1997)
- Carroll, E. Malcolm. Germany and the great powers, 1866—1914: A study in public opinion and foreign policy (1938) online
- Clark, Christopher. Iron Kingdom: The Rise and Downfall of Prussia, 1600—1947 (2006)
- Craig, Gordon A. Germany 1866—1945 (1965), a major scholarly survey
- Detwiler, Donald S. Germany: A Short History (3rd ed. 1999) 341pp;
- Dugdale, E.T.S. ed. German Diplomatic Documents 1871—1914 (4 vol 1928—1931), in English translation. online
- Eyck, Erich. Bismarck and the German Empire (1964) excerpt and text search
- Geiss, Imanuel. German Foreign Policy, 1871—1914 (1979) excerpt
- Hewitson, Mark. «Germany and France before the First World War: a reassessment of Wilhelmine foreign policy.» English Historical Review 115.462 (2000): 570—606; argues Germany had a growing sense of military superiority
- Holborn, Hajo. A History of Modern Germany (1959-64); vol 1: The Reformation; vol 2: 1648—1840; vol 3: 1840—1945; standard scholarly survey
- Hoyer, Katja. Blood and Iron: The Rise and Fall of the German Empire 1871—1918 (2021)
- Kennedy, Paul. The Rise of the Anglo-German Antagonism 1860—1914 (1980) online
- Lowe, John. The Great Powers, imperialism and the German problem 1865—1925 (Routledge, 2013). excerpt
- Maehl, William Harvey. Germany in Western Civilization (1979), 833pp; focus on politics and diplomacy.
- Medlicott, William Norton, and Dorothy Kathleen Coveney, eds. Bismarck and Europe (Hodder Arnold, 1971), 110 short excerpts from, primary sources covering his diplomatic career. online
- Mitchell, A. Wess The Grand Strategy of the Habsburg Empire (Princeton UP, 2018).
- Mitchell, Pearl Boring. The Bismarckian Policy of Conciliation with France, 1875—1885 (U of Pennsylvania Press, 2016).
- Morrow, Ian F. D. «The Foreign Policy of Prince Von Bulow, 1898—1909.» Cambridge Historical Journal 4#1 (1932): 63-93. online
- Padfield, Peter. The Great Naval Race: Anglo-German Naval Rivalry 1900—1914 (2005)
- Palmer, Alan. Metternich: Councillor of Europe (1972)
- Palmer, Alan. Twilight of the Habsburgs: The Life and Times of Emperor Francis Joseph (1995)
- Palmer, Alan. Bismarck (2015)
- Scheck, Raffael. «Lecture Notes, Germany and Europe, 1871—1945» (2008) full text online, a brief textbook by a leading scholar
- Schmitt, Bernadotte Everly. England and Germany, 1740—1914 (1916) online
- Sheehan, James J. German History, 1770—1866 (1993), a major scholarly survey
- Steinberg, Jonathan. Bismarck: A Life (2011), most recent scholarly biography
- Stürmer, Michael. "Bismarck in Perspective, " Central European History (1971) 4#4 pp. 291–331 in JSTOR
- Taylor, A.J.P. Bismarck: The Man and the Statesman (1967)
- Taylor, A.J.P. The Course of German History: A Survey of the Development of German History since 1815. (2001). 280pp.
- Taylor, A.J.P. The Habsburg Monarchy 1809—1918 (1948) online
- Wawro, Geoffrey. A Mad Catastrophe: The Outbreak of World War I and the Collapse of the Hapsburg Empire (2014)

### Россия и Балканы
- Forbes, Nevill, et al. The Balkans: a history of Bulgaria, Serbia, Greece, Rumania, Turkey (1915) summary histories by scholars online
- Fuller, William C. Strategy and Power in Russia 1600—1914 (1998)
- Hall, Richard C. ed. War in the Balkans: An Encyclopedic History from the Fall of the Ottoman Empire to the Breakup of Yugoslavia (2014)
- Jelavich, Barbara. St. Petersburg and Moscow: tsarist and Soviet foreign policy, 1814—1974 (1974); 1st edition was A Century of Russian Foreign Policy 1814—1914 (1964)
- Jelavich, Charles, and Barbara Jelavich. The establishment of the Balkan national states, 1804—1920 (1977) online
- LeDonne, John P. The Russian Empire and the World, 1700—1917: The Geopolitics of Expansion and Containment (Oxford UP, 1997)
- McMeekin, Sean. The Russian Origins of the First World War (2011) excerpt and text search
- Marriott, J. A. R. The Eastern question; an historical study in European diplomacy (1917) online
- Neumann, Iver B. «Russia as a great power, 1815—2007.» Journal of International Relations and Development 11.2 (2008): 128—151. online
- Nish, Ian Hill. The origins of the Russo-Japanese war (1985)
- Ragsdale, Hugh, and Valeri Nikolaevich Ponomarev eds. Imperial Russian Foreign Policy (Woodrow Wilson Center Press, 1993) excerpt and text search
- Reynolds, Michael. Shattering Empires: The Clash and Collapse of the Ottoman and Russian Empires, 1908—1918 (2011) online review
- Schevill, Ferdinand. The history of the Balkan Peninsula; from the earliest times to the present day (1922) online
- Seton-Watson, Hugh. The Russian Empire 1801—1917 (1967) excerpt and text search
- Stavrianos, L.S. The Balkans Since 1453 (1958), major scholarly history; online
- Sumner, B. H. Russia and the Balkans 1870—1880 (1937)
- Зайончковский А. М. Подготовка России к мировой войне в международном отношении; Штаб РККА, Упр. по исслед. и использованию опыта войн; Предисл. и под ред. М. П. Павловича. — [Л.]: Ленинград: Воен. тип. Упр. делами Наркомвоенмор и РВС СССР, 1926. — 398 с.

### Соединённые штаты Америки
- Beisner, Robert L. ed, American Foreign Relations since 1600: A Guide to the Literature (2003), 2 vol. 16,300 annotated entries evaluate every major book and scholarly article.
- Bemis, Samuel Flagg. A short history of American foreign policy and diplomacy (1959) online free
- Brune, Lester H. Chronological History of U.S. Foreign Relations (2003), 1400 pages
- DeConde, Alexander, et al. eds. Encyclopedia of American Foreign Policy 3 vol (2001), 2200 pp. 120 long articles by specialists. Online
- DeConde, Alexander. A History of American Foreign Policy (1963) online
- Doyle, Don H. The cause of all nations: an international history of the American Civil War (Basic Books, 2014).
- Findling, John, ed. Dictionary of American Diplomatic History 2nd ed. 1989. 700pp; 1200 short articles.
- Herring, George. From Colony to Superpower: U.S. Foreign Relations since 1776 (Oxford History of the United States) (2008), 1056pp, general survey
- Hogan, Michael J. ed. Paths to Power: The Historiography of American Foreign Relations to 1941 (2000) essays on main topics
- Jones, Howard. Crucible of power: A History of American Foreign Relations from 1897 (2001) online
- Jones, Howard. Blue & Gray Diplomacy: A History of Union and Confederate Foreign Relations (2010) online
- Lafeber, Walter. The American Age: United States Foreign Policy at Home and Abroad, 1750 to Present (2nd ed 1994) university textbook; 884pp
- Paterson, Thomas, et al. American Foreign Relations: A History (7th ed. 2 vol. 2009), university textbook
- Sexton, Jay. «Toward a synthesis of foreign relations in the Civil War era, 1848-77.» American Nineteenth Century History 5.3 (2004): 50-73.
- Sexton, Jay. Debtor Diplomacy: Finance and American Foreign Relations in the Civil War Era, 1837—1873 (Clarendon Press, 2005). The USA borrowed money in Paris.

### Япония и Китай
- Akagi, Roy Hidemichi. Japan’s Foreign Relations 1542—1936: A Short History (1936) online 560pp
- Beasley, William G. Japanese Imperialism, 1894—1945 (Oxford UP, 1987)
- Hsü, Immanuel C.Y. China’s Entrance into the Family of Nations: The Diplomatic Phase, 1858—1880 (1960)
- Jansen, Marius B. ed. The Cambridge History of Japan, Vol. 5: The Nineteenth Century (1989)
- Kibata, Y. and I. Nish, eds. The History of Anglo-Japanese Relations, 1600—2000: Volume I: The Political-Diplomatic Dimension, 1600—1930 (2000) excerpt, first of five topical volumes also covering social, economic and military relations between Japan and Great Britain.
- Morse, Hosea Ballou. The international relations of the Chinese empire Vol. 1 (1910), coverage to 1859; online; The international relations of the Chinese empire vol 2 1861—1893 (1918) online; The international relations of the Chinese empire vol 3 1894—1916. (1918) online
- Nish, Ian. (1990) «An Overview of Relations between China and Japan, 1895—1945.» China Quarterly (1990) 124 (1990): 601—623. online
- Nish, Ian. Japanese Foreign Policy, 1869—1942: Kasumigaseki to Miyakezaka (2001)
- Nish, Ian Hill. The origins of the Russo-Japanese war (1985)
- Takeuchi, Tatsuji. War And Diplomacy In The Japanese Empire (1935) online; scholarly coverage

### Другие
- Bosworth, Richard. Italy: The Least of the Great Powers: Italian Foreign Policy Before the First World War (1979)
- Hale, William. Turkish Foreign Policy, 1774—2000. (2000). 375 pp.
- Lowe, C. J. and F. Marzari. Italian Foreign Policy, 1870—1940 (2001)
- Miller, William. The Ottoman Empire and its successors, 1801—1922 (2nd ed 1927) online, strong on foreign policy

## Основные источники
- Bourne, Kenneth. The foreign policy of Victorian England, 1830—1902 (Oxford UP, 1970.) pp. 195–504 are 147 selected documents
- Cooke, W. Henry, and Edith P. Stickney, eds. Readings in European International Relations Since 1879 (1931) 1060 pp online
- Gooch, G. P. Recent Revelations of European Diplomacy (1940); 475 pp detailed summaries of memoirs from all the major belligerents; online
- Joll, James, ed. Britain and Europe 1793—1940 (1967); 390 pp of documents
- Jones, Edgar Rees, ed. Selected speeches on British foreign policy, 1738—1914 (1914). online free
- Kertesz, G.A. ed Documents in the Political History of the European Continent 1815—1939 (1968), pp. 1–385; 200 short documents
- Lowe, C.J. The reluctant imperialists: vol 2: The Documents (1967), 140 documents 1878—1902. (American edition 1969 vol 1 and 2 bound together).
- Lowe, C.J. and M.L. Dockrill, eds. The Mirage of Power: Volume 3: The Documents British Foreign Policy, 1902-22. (1972), 191 documents.
- Temperley, Harold and L.M. Penson, eds. Foundations of British Foreign Policy: From Pitt (1792) to Salisbury (1902) (1938) online, 608 pp of primary sources
- Walker, Mack. ed. Metternich’s Europe, 1813-48 (1968) 352 pp of primary sources in English translation excerpt